# Specie di Entoloma
Elenco delle specie di Entoloma:

## A

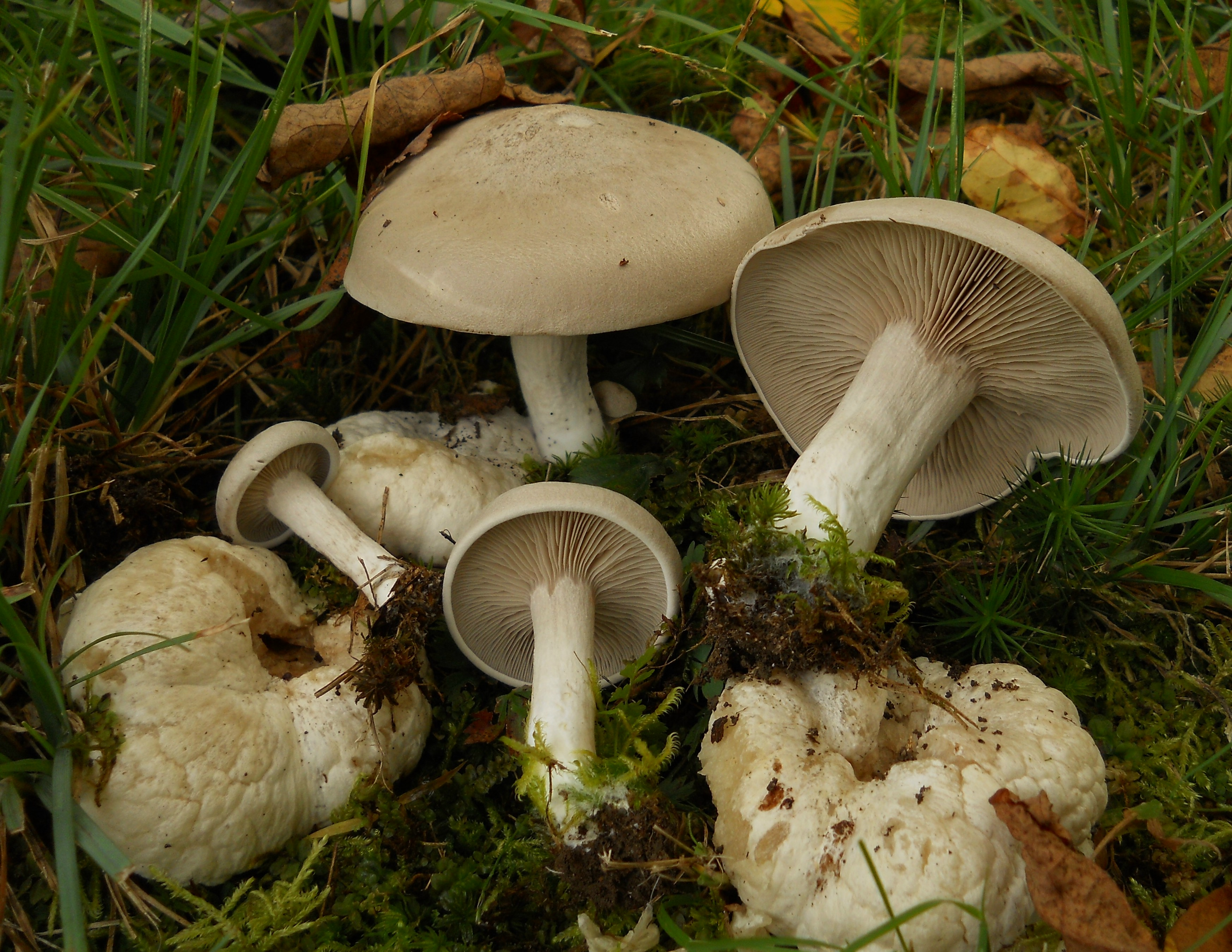
Entoloma abortivum

- Entoloma abbreviatipes (Largent) Noordel. & Co-David (2009)
- Entoloma aberrans E. Horak (1973)
- Entoloma abnorme (Peck) Noordel. (2008)
- Entoloma abortivum (Berk. & M.A. Curtis) Donk (1949)
- Entoloma aciculocystis (Romagn. & Gilles) Noordel. & Co-David (2009)
- Entoloma acidophilum Arnolds & Noordel. (1979)
- Entoloma acuferum (Romagn. & Gilles) Noordel. & Co-David (2009)
- Entoloma acuminatum E. Horak (1980)
- Entoloma acuticystidiosum E. Horak (1973)
- Entoloma acutipallidum E. Horak & Cheype (2010)
- Entoloma acutipes Largent (1994)
- Entoloma acutoconicum (Hongo) E. Horak (1976)
- Entoloma acutoumbonatum (Largent) Noordel. & Co-David (2009)
- Entoloma acutum(Romagn. & Gilles) Noordel. & Co-David (2009)
- Entoloma adalbertii Romagn. (1987)
- Entoloma adirondackense Murrill (1917)
- Entoloma aeruginosum Hiroë (1939)
- Entoloma aethiops (Scop.) G. Stev. (1962)
- Entoloma alabamense (Murrill) Hesler (1967)
- Entoloma alachuanum Murrill (1941)
- Entoloma albatum Hesler (1967)
- Entoloma albellum (Romagn.) Singer (1986)
- Entoloma albidiforme Murrill (1945)
- Entoloma albidocoeruleum G.M. Gates & Noordel. (2007)
- Entoloma albidoquadratum Manim. & Noordel. (2006)
- Entoloma albidosimulans G.M. Gates & Noordel. (2007)
- Entoloma albinellum (Peck) Hesler (1967)
- Entoloma albipes Hesler (1967)
- Entoloma albivellum (Romagn. & Gilles) Noordel. & Co-David (2009)
- Entoloma alboconicum Dennis (1961)
- Entoloma albocrenulatum E. Horak (1980)
- Entoloma alboflavidum Rick (1930)
- Entoloma albofumeum Hesler (1967)
- Entoloma albogracile E. Horak (1976)
- Entoloma albogranulosum Noordel. & Hauskn. (2002)
- Entoloma albogriseum (Peck) Redhead (1979)
- Entoloma albomagnum G.M. Gates & Noordel. (2007)
- Entoloma albomurinum (Romagn. & Gilles) Noordel. & Co-David (2009)
- Entoloma alboroseum (Romagn. & Gilles) Noordel. & Co-David (2009)
- Entoloma albosericeum Hesler (1974)
- Entoloma albosulcatum Corner & E. Horak (1980)
- Entoloma albotomentosum Noordel. & Hauskn. (1989)
- Entoloma alboumbonatum Hesler (1967)
- Entoloma album Hiroë (1939)
- Entoloma alcalinum Murrill (1917)
- Entoloma alcedicolor Arnolds & Noordel. (2004)
- Entoloma aliquantulum E. Horak (1980)
- Entoloma alium Corner & E. Horak (1980)
- Entoloma alliodorum Esteve-Rav., E. Horak & A. Ortega (2003)
- Entoloma allochroum Noordel. (1982)
- Entoloma allosericellum Noordel. (1988)
- Entoloma allospermum Noordel. (1985)
- Entoloma alnetorum Monthoux & Röllin (1988)
- Entoloma alnicola Noordel. & Polemis (2008)
- Entoloma alnobetulae (Kühner) Noordel. (1981)
- Entoloma alpicola (J. Favre) Bon & Jamoni (1981)
- Entoloma altissimum (Massee) E. Horak (1976)
- Entoloma alutaceum Murrill (1917)
- Entoloma alutae E. Horak (1980)
- Entoloma alvarense Noordel. & Vauras (2004)
- Entoloma amarum Noordel. & G.M. Gates (2012)
- Entoloma ambiguum (Romagn. & Gilles) Noordel. & Co-David (2009)
- Entoloma ambrosium (Quél.) Noordel. (1980)
- Entoloma ameides (Berk. & Broome) Sacc. (1887)
- Entoloma amethysteum Berk. & Broome ex Petch (1907)
- Entoloma amicorum Noordel. (1987)
- Entoloma amplisporum Corner & E. Horak (1980)
- Entoloma amygdalinum Noordel. (1987)
- Entoloma anamikum Manim., A.V. Joseph & Leelav. (1995)
- Entoloma anastomosans (Rick) Raithelh. (1991)
- Entoloma anatinum (Lasch) Donk (1949)
- Entoloma andersonii (Mazzer) Noordel. & Co-David (2009)
- Entoloma andinum Dennis (1961)
- Entoloma angulatum (Cleland) Grgur. (1997)
- Entoloma angustifolium Murrill (1917)
- Entoloma angustispermum Noordel. & O.V. Morozova (2010)
- Entoloma angustisporum (Romagn. & Gilles) Noordel. & Co-David (2009)
- Entoloma anisothrix (Romagn. & Gilles) Noordel. & Co-David (2009)
- Entoloma anthracinellum (M. Lange) Noordel. (1984)
- Entoloma anthracinum (J. Favre) Noordel. (1981)
- Entoloma antillancae E. Horak (1978)
- Entoloma apiculatum (Fr.) Noordel. (1981)
- Entoloma appalachianense Hesler (1967)
- Entoloma appendiculatum E. Horak (1980)
- Entoloma applanatum (Romagn. & Gilles) Noordel. & Co-David (2009)
- Entoloma appositum (Britzelm.) Sacc. (1910)
- Entoloma appressum (Largent) Noordel. & Co-David (2009)
- Entoloma approximatum (Largent) Noordel. & Co-David (2009)
- Entoloma aprile (Britzelm.) Sacc. (1887)
- Entoloma aquatilis Schweers (1948)
- Entoloma arachnoideus (Berk. & M.A. Curtis) Singer (1986)
- Entoloma araneosum (Quél.) M.M. Moser (1978)
- Entoloma arcuatum (Romagn. & Gilles) Noordel. & Co-David (2009)
- Entoloma argenteolanatum (T.J. Baroni, Perd.-Sánch. & S.A. Cantrell) Noordel. & Co-David (2009)
- Entoloma argenteostriatum Arnolds & Noordel. (1979)
- Entoloma argentinum (Speg.) E. Horak (1978)
- Entoloma argyropelle (Pegler) Courtec. & Fiard (2004)
- Entoloma aridonkense Murrill (1917)
- Entoloma aripoanum Dennis (1953)
- Entoloma armoricanum Hériveau & Courtec. (1995)
- Entoloma aromaticellum E. Horak (2008)
- Entoloma aromaticum E. Horak (1973)
- Entoloma arvigenum Corner & E. Horak (1980)
- Entoloma asperum E. Ludw., Hensel & M. Huth (2007)
- Entoloma asprelloides G. Stev. (1962)
- Entoloma asprellopsis G.M. Gates & Noordel. (2009)
- Entoloma asprellum (Fr.) Fayod (1889)
- Entoloma assimulatum Corner & E. Horak (1980)
- Entoloma assularum (Berk. & M.A. Curtis) Hesler (1967)
- Entoloma asterospermum (Romagn. & Gilles) Noordel. & Co-David (2009)
- Entoloma atlanticum G. Tassi (2003)
- Entoloma atrellum E. Horak (1973)
- Entoloma atrifucatum (Largent) Noordel. & Co-David (2009)
- Entoloma atripes (Dennis) E. Horak (1978)
- Entoloma atrobrunneum Murrill (1917)
- Entoloma atrocoeruleum Noordel. (1987)
- Entoloma atroenigmaticum Noordel. & Hauskn. (2002)
- Entoloma atrofissuratum Noordel. & Wölfel (2001)
- Entoloma atrogriseum Largent (1994)
- Entoloma atromarginatum (Romagn. & J. Favre) Zschiesch. (1984)
- Entoloma atropellitum (J. Favre) Bon & Courtec. (1987)
- Entoloma atropileatum Dennis (1961)
- Entoloma atrosericeum (Kühner) Noordel. (1981)
- Entoloma atrosquamosum (Murrill) Hesler (1967)
- Entoloma atrovelutinum (Romagn. & Gilles) Noordel. & Co-David (2009)
- Entoloma atroviolaceum (Romagn.) Noordel. & Co-David (2009)
- Entoloma atrum (Hongo) Hongo (2010)
- Entoloma atypicum (E. Horak) Noordel. & Co-David (2009)
- Entoloma aurantiacum Z.S. Bi (1986)
- Entoloma aurantioalbum Corner & E. Horak (1976)
- Entoloma aurantiobrunneum Hesler (1967)
- Entoloma aurantiolabes G.M. Gates & Noordel. (2007)
- Entoloma aurantipes E. Horak (1980)
- Entoloma aurantium (Manim. & Leelav.) Manim., A.V. Joseph & Leelav. (1995)
- Entoloma australe (Murrill) Hesler (1967)
- Entoloma austriacum Courtec. (1993)
- Entoloma austroanatinum (Singer) E. Horak (1978)
- Entoloma austroprunicolor G.M. Gates & Noordel. (2007)
- Entoloma austrorhodocalyx G.M. Gates & Noordel. (2007)
- Entoloma austroroseum G.M. Gates & Noordel. (2007)
- Entoloma autumnale Velen. (1939)
- Entoloma avellaneosquamosum Hesler (1967)
- Entoloma avellaneum Murrill (1917)
- Entoloma avellanicolor (Romagn. & Gilles) Noordel. & Co-David (2009)
- Entoloma avilanum (Dennis) E. Horak (1976)
- Entoloma azureosquamulosum Xiao Lan He & T.H. Li (2012)
- Entoloma azureostipes E. Horak (1980)
- Entoloma azureoviride E. Horak & Singer (1982)
- Entoloma azureum (Largent) Noordel. & Co-David (2009)

## B
- Entoloma babingtonii (A. Bloxam) Hesler (1967)
- Entoloma badissimum (Largent) Noordel. & Co-David (2009)
- Entoloma baeosporum (Romagn.) Bon & Courtec. (1987)
- Entoloma bahusiense S. Lundell (1953)
- Entoloma bakeri Dennis (1953)
- Entoloma belouvense Noordel. & Hauskn. (2007)
- Entoloma beyeri Noordel. & Wölfel (1995)
- Entoloma bicolor Murrill (1917)
- Entoloma bicoloripes (Largent & Thiers) Noordel. & Co-David (2009)
- Entoloma bicorne Noordel. (1984)
- Entoloma bigeardii Barbier (1915)
- Entoloma bipellis Noordel. & T. Borgen (1984)
- Entoloma bisporiferum (Romagn. & Gilles) Noordel. & Co-David (2009)
- Entoloma bisporum (Hongo) Hongo (2010)
- Entoloma bituminosum (Romagn. & Gilles) Noordel. & Co-David (2009)
- Entoloma blandfordii (Henn.) Singer (1986)
- Entoloma blandiodorum E. Horak (2008)
- Entoloma blandum Corner & E. Horak (1980)
- Entoloma bloxamii (Berk. & Broome) Sacc. (1887)
- Entoloma bombycinum Corner & E. Horak (1980)
- Entoloma booranodes Grgur. (1997)
- Entoloma borbonicum Noordel. & Hauskn. (2007)
- Entoloma borgenii Noordel. (1984)
- Entoloma botanicum G. Stev. (1962)
- Entoloma brassicolens (D.A. Reid) Noordel. (1981)
- Entoloma brevipes Murrill (1917)
- Entoloma brevispermum G.M. Gates & Noordel. (2007)
- Entoloma brihadum Manim., A.V. Joseph & Leelav. (1995)
- Entoloma broesarpense E. Ludw. & Noordel. (2004)
- Entoloma brunneipes Hesler (1967)
- Entoloma brunneocarnosum C.K. Pradeep & K.B. Vrinda (2013)
- Entoloma brunneocinereum Hesler (1967)
- Entoloma brunneoflocculosum Arnolds & Noordel. (2004)
- Entoloma brunneolamellatum (Largent) Noordel. & Co-David (2009)
- Entoloma brunneolilacinum E. Horak (1973)
- Entoloma brunneoloroseum (Romagn. & Gilles) Noordel. & Co-David (2009)
- Entoloma brunneolum Hesler (1967)
- Entoloma brunneomarginatum Hesler (1967)
- Entoloma brunneopapillatum C.K. Pradeep & K.B. Vrinda (2013)
- Entoloma brunneoquadratum Manim. & Noordel. (2006)
- Entoloma brunneoserrulatum Eyssart. & Noordel. (2002)
- Entoloma brunneosquamulosum C.K. Pradeep & K.B. Vrinda (2013)
- Entoloma brunneostanneum Courtec. (1993)
- Entoloma brunneostriatum Dennis (1953)
- Entoloma brunnescipes Largent (1994)
- Entoloma brunneum Petch (1924)
- Entoloma bryorum Romagn. (1988)
- Entoloma burkilliae Massee (1914)
- Entoloma burlinghamiae Murrill (1917)
- Entoloma byssisedum (Pers.) Donk (1949)

## C
- Entoloma caccabus (Kühner) Noordel. (1979)
- Entoloma caeruleocapitatum Dennis (1970)
- Entoloma caeruleoflavum T.H. Li & Xiao Lan He (2012)
- Entoloma caeruleoflocculosum Noordel. (1985)
- Entoloma caeruleonigrum (Romagn. & Gilles) Noordel. & Co-David (2009)
- Entoloma caeruleopallescens Hesler (1967)
- Entoloma caeruleopolitum Noordel. & Brandt-Ped. (1984)
- Entoloma caeruleorubescens Hesler (1967)
- Entoloma caeruleum (P.D. Orton) Noordel. (1982)
- Entoloma caesiellum Noordel. & Wölfel (1995)
- Entoloma caesiocinctum (Kühner) Noordel. (1982)
- Entoloma caesiocoeruleum E. Horak (1980)
- Entoloma caesiolimbatum (Romagn. & Gilles) Noordel. & Co-David (2009)
- Entoloma caesiomarginatum E. Horak (1973)
- Entoloma caesiomurinum (Romagn. & Gilles) Noordel. & Co-David (2009)
- Entoloma caesiopileum (Romagn. & Gilles) Noordel. & Co-David (2009)
- Entoloma caespitosum W.M. Zhang (1994)
- Entoloma calaminare Noordel. (1984)
- Entoloma caliginosum (Romagn. & J. Favre) Bon & Courtec. (1987)
- Entoloma callichroum E. Horak & Noordel. (1983)
- Entoloma callidermoides (Romagn. & Gilles) Noordel. & Co-David (2009)
- Entoloma callidermum (Romagn.) Noordel. & Co-David (2009)
- Entoloma callirhodon Hauskn. & Noordel. (1999)
- Entoloma callithrix (Romagn. & Gilles) Noordel. & Co-David (2009)
- Entoloma calthionis Arnolds & Noordel. (1979)
- Entoloma camarophyllus G.M. Gates & Noordel. (2007)
- Entoloma campanulatum (Romagn.) Noordel. & Co-David (2009)
- Entoloma cancrinellum (M. Lange) Noordel. (1984)
- Entoloma candens Hesler (1967)
- Entoloma candicans (Romagn. & Gilles) Noordel. & Co-David (2009)
- Entoloma candidogranulosum Noordel. & Hauskn. (2007)
- Entoloma candidulum Hesler (1967)
- Entoloma canescens Hesler (1967)
- Entoloma canobrunnescens E. Horak (1980)
- Entoloma canoconicum E. Horak (1976)
- Entoloma canosericeum (J.E. Lange) Noordel. (1982)
- Entoloma cantharelluloides (Singer) E. Horak (1978)
- Entoloma capeladense Blanco-Dios (2010)
- Entoloma capitatum (Romagn. & Gilles) Noordel. & Co-David (2009)
- Entoloma capnoides (Romagn. & Gilles) Noordel. & Co-David (2009)
- Entoloma captiosum E. Horak (2008)
- Entoloma carbonicola Noordel. (1982)
- Entoloma caribaeum (Pegler) Courtec. & Fiard (2004)
- Entoloma carminicolor G.M. Gates & Noordel. (2007)
- Entoloma carneobrunneum W.M. Zhang (1994)
- Entoloma carneogriseum (Berk. & Broome) Noordel. (1987)
- Entoloma carneum Z.S. Bi (1986)
- Entoloma carolinianum Hesler (1967)
- Entoloma catalaense Noordel. & Contu (2004)
- Entoloma catalaensis Noordel. & Contu (2004)
- Entoloma catalaunicum (Singer) Noordel. (1982)
- Entoloma cavipes E. Horak (1973)
- Entoloma cedretorum (Romagn. & Riousset) Noordel. (1982)
- Entoloma celatum (Mazzer) Noordel. & Co-David (2009)
- Entoloma cephalotrichum (P.D. Orton) Noordel. (1979)
- Entoloma ceratopus E. Horak (1980)
- Entoloma cerifactum E. Horak (2008)
- Entoloma cerinum E. Horak (1978)
- Entoloma cerussatum Pegler (1983)
- Entoloma cetratum (Fr.) M.M. Moser (1978)
- Entoloma cettoi Noordel., Hauskn. & Zuccher. (1994)
- Entoloma chalybescens Wölfel, Noordel. & Dähncke (2001)
- Entoloma chalybeum (Pers.) Zerova (1979)
- Entoloma chalybeum (Pers.) Noordel. (1982)
- Entoloma chalybs E. Horak (1980)
- Entoloma chamaecyparidis (Hongo) Hongo (2010)
- Entoloma chelone Noordel. & E. Horak (1987)
- Entoloma chionoderma (Pilát) Noordel. (1981)
- Entoloma chloroconum (Romagn. & Gilles) Noordel. & Co-David (2009)
- Entoloma chloroides (Romagn. & Gilles) Noordel. & Co-David (2009)
- Entoloma chlorophyllum Noordel. (1980)
- Entoloma chloropolium (Fr.) M.M. Moser (1986)
- Entoloma chlorospilum (Romagn. & Gilles) Noordel. & Co-David (2009)
- Entoloma chloroxanthum G. Stev. (1962)
- Entoloma choanomorphum G.M. Gates & Noordel. (2007)
- Entoloma chrysopus G.M. Gates & Noordel. (2007)
- Entoloma chytrophilum Wölfel, Noordel. & Dähncke (2001)
- Entoloma ciliferum (Romagn. & Gilles) Noordel. & Co-David (2009)
- Entoloma cinchonense Murrill (1911)
- Entoloma cinereofolium Hesler (1974)
- Entoloma cinereolamellatum Largent (1994)
- Entoloma cinereovirens (Romagn. & Gilles) Noordel. & Co-David (2009)
- Entoloma cinereum Velen. (1921)
- Entoloma cistophilum Trimbach (1981)
- Entoloma cistoumbonatum Vila (2009)
- Entoloma citerinii Réaudin & Eyssart. (2005)
- Entoloma citreostipitatum G. Stev. (1962)
- Entoloma citrinodora Largent (1994)
- Entoloma clandestinum (Fr.) Noordel. (1980)
- Entoloma clavaformipes Largent (1994)
- Entoloma clavipes Hesler (1967)
- Entoloma clavipilum (Romagn. & Gilles) Noordel. & Co-David (2009)
- Entoloma clavistipes E. Horak (1980)
- Entoloma clintonianum (Peck) Noordel. (2008)
- Entoloma clitocyboides E. Horak & Singer (1982)
- Entoloma clypeatosimilium Largent (1994)
- Entoloma clypeatum (L.) P. Kumm. (1871)
- Entoloma coactum (Largent) Noordel. & Co-David (2009)
- Entoloma cocles (Fr.) Noordel. (1981)
- Entoloma coeleste (Romagn. & Gilles) Noordel. & Co-David (2009)
- Entoloma coelestinum (Fr.) Hesler (1967)
- Entoloma coelopus (Romagn. & Gilles) Noordel. & Co-David (2009)
- Entoloma coeruleoflocculosum Noordel. (1985)
- Entoloma coeruleogracilis G.M. Gates & Noordel. (2007)
- Entoloma coeruleomagnum G.M. Gates & Noordel. (2007)
- Entoloma coeruleoviride Corner & E. Horak (1980)
- Entoloma cogitatum E. Horak (1980)
- Entoloma cokeri Murrill (1917)
- Entoloma colensoi G. Stev. (1962)
- Entoloma columbinum Corner & E. Horak (1980)
- Entoloma commune Murrill (1917)
- Entoloma concavosericeum Corner & E. Horak (1980)
- Entoloma concavum (Largent) Noordel. & Co-David (2009)
- Entoloma conferendum (Britzelm.) Noordel. (1980)
- Entoloma confusum E. Horak (2008)
- Entoloma congregatum G. Stev. (1962)
- Entoloma conicoumbonatum Hesler (1967)
- Entoloma conicum (Sacc.) Hesler (1967)
- Entoloma conocybecystis Noordel. & Liiv (1992)
- Entoloma conoideum (Speg.) E. Horak (1978)
- Entoloma consanguineum E. Horak (2008)
- Entoloma conspicuocystidiosum E. Horak & Singer (1982)
- Entoloma conspicuum E. Horak (1976)
- Entoloma contortisporum Noordel. & Hauskn. (2007)
- Entoloma contrastans G.M. Gates & Noordel. (2007)
- Entoloma convexum G. Stev. (1962)
- Entoloma coprinoides (Romagn.) Noordel. & Co-David (2009)
- Entoloma coprophilum Noordel. & Doveri (2004)
- Entoloma corneri E. Horak (1980)
- Entoloma corneum E. Horak (1973)
- Entoloma corrugens Corner & E. Horak (1980)
- Entoloma corvinum (Kühner) Noordel. (1982)
- Entoloma costatum (Fr.) P. Kumm. (1871)
- Entoloma crassicystidiatum T.H. Li & Xiao Lan He (2012)
- Entoloma crassipes Petch (1924)
- Entoloma crassipes Imazeki & Toki (1954), (= *Entoloma sarcopum)
- Entoloma cremeoalbum Jordal & Noordel. (2010)
- Entoloma cremeoluteum (Largent) Noordel. & Co-David (2009)
- Entoloma cremeopallens Corner & E. Horak (1980)
- Entoloma crenulatum (Largent) Noordel. & Co-David (2009)
- Entoloma cretaceum G.M. Gates & Noordel. (2007)
- Entoloma crinipelloides (Singer) Singer (1986)
- Entoloma crinitum E. Horak (1973)
- Entoloma cristalliferum (Romagn. & Gilles) Noordel. & Co-David (2009)
- Entoloma cristobalense Corner & E. Horak (1980)
- Entoloma croceum E. Horak (1980)
- Entoloma cruentatum (Quél.) Noordel. (1984)
- Entoloma cryptochroum (Singer) E. Horak (1978)
- Entoloma cryptocystidiatum Arnolds & Noordel. (1979)
- Entoloma cubense (Murrill) Dennis (1953)
- Entoloma cuboideum Hesler (1967)
- Entoloma cuboidoalbum Noordel. & Hauskn. (2009)
- Entoloma cuboidosporum (Beeli) E. Horak (1976)
- Entoloma cucurbita E. Horak (1973)
- Entoloma cuneatum (Bres.) M.M. Moser (1978)
- Entoloma cuniculorum Arnolds & Noordel. (1979)
- Entoloma cupressum (Largent) Noordel. & Co-David (2009)
- Entoloma curtipes (Massee) E. Horak (1980)
- Entoloma curtissimum (Romagn. & Gilles) Noordel. & Co-David (2009)
- Entoloma cuspidiferum (Kühner & Romagn.) Noordel. (1980)
- Entoloma cutifractum E. Horak & Singer (1982)
- Entoloma cyananthes (Romagn.) Noordel. & Co-David (2009)
- Entoloma cyaneoviridescens (P.D. Orton) Noordel. (1982)
- Entoloma cyanocalyx (Romagn. & Gilles) Noordel. & Co-David (2009)
- Entoloma cyanoides (Romagn.) Noordel. & Co-David (2009)
- Entoloma cyanomelaenus (Boedijn) Manim., Leelav. & Noordel. (2002)
- Entoloma cyanonigrum (Hongo) Hongo (2010)
- Entoloma cyanulum (Lasch) Noordel. (1984)
- Entoloma cyathiforme Dennis (1953)
- Entoloma cyathus (Romagn. & Gilles) Noordel. & Co-David (2009)
- Entoloma cylindrocapitatum (T.J. Baroni & Ovrebo) Noordel. & Co-David (2009)
- Entoloma cystidioliferum (Romagn. & Gilles) Noordel. & Co-David (2009)
- Entoloma cystidiophorum Dennis (1961)
- Entoloma cystidiosum G.M. Gates & Noordel. (2009)
- Entoloma cystomarginatum (Largent) Noordel. & Co-David (2009)

## D
- Entoloma davidii Noordel. & Co-David (2009)
- Entoloma davisii (Peck) Murrill (1917)
- Entoloma debile (Corner & E. Horak) Noordel. & Co-David (2009)
- Entoloma decastes Contu, Consiglio & Noordel. (2009)
- Entoloma deceptivum E. Horak (1973)
- Entoloma decolorans E. Horak (1973)
- Entoloma deconicoides (Romagn. & Gilles) Noordel. & Co-David (2009)
- Entoloma decurrentius (Romagn. & Gilles) Noordel. & Co-David (2009)
- Entoloma defibulatum Arnolds & Noordel. (1979)
- Entoloma deformisporum (Romagn. & Gilles) Noordel. & Co-David (2009)
- Entoloma delicatum Hesler (1967)
- Entoloma deminutivum Peck (1907)
- Entoloma dennisii E. Horak (1976)
- Entoloma densisquamosum E. Horak (1980)
- Entoloma denticulatum (Romagn. & Gilles) Noordel. & Co-David (2009)
- Entoloma depluens (Batsch) Hesler (1967)
- Entoloma deprensum E. Horak (2008)
- Entoloma depressum Noordel. & Vesterh. (2004)
- Entoloma dichrooides (Romagn. & Gilles) Noordel. & Co-David (2009)
- Entoloma dichroum (Pers.) P. Kumm. (1871)
- Entoloma dicubospermum (Romagn. & Gilles) Noordel. & Co-David (2009)
- Entoloma difforme Naveau (1923)
- Entoloma dimorphocystis (Romagn. & Gilles) Noordel. & Co-David (2009)
- Entoloma dinghuense T.H. Li & Chuan H. Li (2009)
- Entoloma discolor Corner & E. Horak (1980)
- Entoloma discophorum Corner & E. Horak (1980)
- Entoloma discordiabile E. Horak (1980)
- Entoloma discrepans Noordel. & G.M. Gates (2012)
- Entoloma disparile E. Horak (1980)
- Entoloma dispermum (Kühner) Bon & Courtec. (1987)
- Entoloma disputatum E. Horak (1978)
- Entoloma dissimile (Singer) E. Horak (1978)
- Entoloma distinctum E. Horak (2008)
- Entoloma diversum (Largent) Noordel. & Co-David (2009)
- Entoloma divum Corner & E. Horak (1980)
- Entoloma dochmiopus (Romagn. & Gilles) Noordel. & Co-David (2009)
- Entoloma dolosum Corner & E. Horak (1980)
- Entoloma domesticum (Murrill) Hesler (1967)
- Entoloma domingense (T.J. Baroni) Noordel. & Co-David (2009)
- Entoloma dragonosporum (Singer) E. Horak (1977)
- Entoloma dryophiloides (Romagn. & Gilles) Noordel. & Co-David (2009)
- Entoloma dubium (Romagn. & Gilles) Noordel. & Co-David (2009)
- Entoloma ducale E. Horak (1980)
- Entoloma dulce E. Horak (1980)
- Entoloma dulcisaporum (Largent) Noordel. & Co-David (2009)
- Entoloma dunense E. Horak (1980)
- Entoloma dunstervillei (Dennis) E. Horak (1978)
- Entoloma duplocoloratum E. Horak (2008)
- Entoloma durum Largent (1994)
- Entoloma dysthales (Peck) Sacc. (1891)
- Entoloma dysthaloides Noordel. (1979)

## E

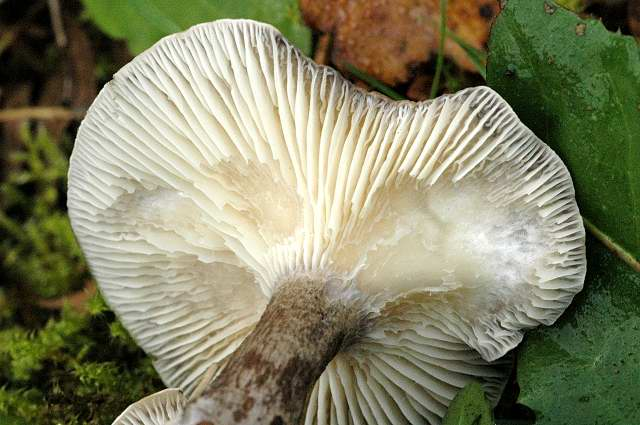
Entoloma elodes

- Entoloma ealaense (Beeli) Noordel. & Co-David (2009)
- Entoloma earlei Murrill (1917)
- Entoloma eburneum (Romagn. & Gilles) Noordel. & Co-David (2009)
- Entoloma edulis (Peck) Noordel. (2008)
- Entoloma effugiens (Romagn. & Gilles) Noordel. & Co-David (2009)
- Entoloma egonii Courtec. (1986)
- Entoloma egregium E. Horak (1980)
- Entoloma elaboratum E. Horak (1978)
- Entoloma elaeidis (Romagn. & Gilles) Noordel. & Co-David (2009)
- Entoloma elaphinum (Fr.) Quél. (1880)
- Entoloma elegans (Romagn. & Gilles) Noordel. & Co-David (2009)
- Entoloma elegantissimum E. Horak (2008)
- Entoloma elevatum Corner & E. Horak (1980)
- Entoloma elodes (Fr.) P. Kumm. (1871)
- Entoloma elongatum (Romagn.) Noordel. & Co-David (2009)
- Entoloma enderlei Noordel. (2004)
- Entoloma engadinum (E. Horak) Noordel. (1982)
- Entoloma entolomoides (Pegler) Courtec. & Fiard (2004)
- Entoloma erubescens E. Horak (1980)
- Entoloma euchloroides (Romagn. & Gilles) Noordel. & Co-David (2009)
- Entoloma euchroum (Pers.) Donk (1949)
- Entoloma eudermum (Romagn. & Gilles) Noordel. & Co-David (2009)
- Entoloma eugenei Noordel. & O.V. Morozova (2010)
- Entoloma euteles (Romagn. & Gilles) Noordel. & Co-David (2009)
- Entoloma exalbidum (Largent) Noordel. & Co-David (2009)
- Entoloma excentricum Bres. (1881)
- Entoloma exiguum Esteve-Rav. & M. de la Cruz (1998)
- Entoloma exile (Fr.) Hesler (1967)
- Entoloma extraordinarium E. Horak (1980)

## F
- Entoloma fabaceolum (Largent) Noordel. & Co-David (2009)
- Entoloma fabulosum E. Horak (2008)
- Entoloma fagicola E. Ludw. (2007)
- Entoloma farinaceum Hesler (1967)
- Entoloma farinasprellum Arnolds (1982)
- Entoloma farinogustus Arnolds & Noordel. (1979)
- Entoloma farinosum (Largent & Skye Moore) Noordel. & G.M. Gates (2012)
- Entoloma farlowii (Singer) Hesler (1967)
- Entoloma farrahi Massee & Crossl. (1904)
- Entoloma fasciculatum Hesler (1967)
- Entoloma fastigiatum (Largent) Noordel. & Co-David (2009)
- Entoloma favrei Noordel. (1982)
- Entoloma felleum Murrill (1946)
- Entoloma fernandae (Romagn.) Noordel. (1979)
- Entoloma ferreri (T.J. Baroni, Perd.-Sánch. & S.A. Cantrell) Noordel. & Co-David (2009)
- Entoloma ferruginans Peck (1895)
- Entoloma ferrugineobrunneum W.M. Zhang (1994)
- Entoloma ferrugineogranulatum (Singer) E. Horak (1978)
- Entoloma festivum Noordel., Romm. & Gelderblom (2010)
- Entoloma fiardii Courtec. (2004)
- Entoloma fibrillopilum Largent (1994)
- Entoloma fibrillosipes (Murrill) Noordel. & Co-David (2009)
- Entoloma fibrillosum Murrill (1917)
- Entoloma fibrillosum (Peck) Hesler (1967), (= *Entoloma fibrosum)
- Entoloma fibrosopileatum G.M. Gates & Noordel. (2007)
- Entoloma fibrosum Hesler (1974)
- Entoloma fibulatum (Romagn.) Noordel. & Co-David (2009)
- Entoloma fidele Corner & E. Horak (1980)
- Entoloma fimicola P. Welt & E. Ludw. (2006)
- Entoloma flavidum (Massee) Corner & E. Horak (1980)
- Entoloma flavifolium Peck (1906)
- Entoloma flavobrunneum (Peck) Noordel. (2008)
- Entoloma flavocerinum E. Horak (1980)
- Entoloma flavofuscum (Romagn.) Pegler (1977)
- Entoloma flavogibbum Corner & E. Horak (1980)
- Entoloma flavoides Courtec. (1986)
- Entoloma flavotinctum E. Horak & Corner (1982)
- Entoloma flavoviride Peck (1888)
- Entoloma flexuosipes (Romagn. & Gilles) Noordel. & Co-David (2009)
- Entoloma floccipes P.-A. Moreau & Courtec. (2007)
- Entoloma floccosodentatum Corner & E. Horak (1980)
- Entoloma flocculosum (Bres.) Pacioni (1988)
- Entoloma floridense Morgan-Jones (1971)
- Entoloma foetidum Hesler (1967)
- Entoloma foetulentum Noordel. (1980)
- Entoloma foldatsii (Dennis) E. Horak (1978)
- Entoloma foliocontusum (Largent) Noordel. & Co-David (2009)
- Entoloma formosoides E. Horak (1980)
- Entoloma formosum (Fr.) Noordel. (1985)
- Entoloma forquignonii (Quél.) Courtec. (2008)
- Entoloma fractum (Velen.) Noordel. (1979)
- Entoloma fracturans E. Horak (1980)
- Entoloma fragile Murrill (1917)
- Entoloma fragilipes Corner & E. Horak (1980)
- Entoloma fragilissimum E. Horak & Desjardin (1993)
- Entoloma fragilum Largent & Aime (2008)
- Entoloma fragrans Hesler (1967)
- Entoloma fridolfingense Noordel. & Lohmeyer (1995)
- Entoloma fritilliforme Romagn. (1987)
- Entoloma fructifragrans (Largent & Thiers) Noordel. & Co-David (2009)
- Entoloma fuligineomarginatum Hesler (1974)
- Entoloma fuligineopallescens G.M. Gates & Noordel. (2007)
- Entoloma fuligineoviolaceum G.M. Gates & Noordel. (2009)
- Entoloma fuliginosum Murrill (1917)
- Entoloma fuligodiscum Hesler (1967)
- Entoloma fulviceps (Romagn.) Noordel. & Co-David (2009)
- Entoloma fulvoviolaceum Noordel. & Vauras (2004)
- Entoloma fumatopunctum E. Horak (1980)
- Entoloma fumeum Hesler (1967)
- Entoloma fumosialbum Murrill (1917)
- Entoloma fumosifolium Hesler (1967)
- Entoloma fumosoalbum Murrill (1917)
- Entoloma fumosonigrum Peck (1913)
- Entoloma fumosopruinosum G.M. Gates & Noordel. (2007)
- Entoloma fumosum Hesler (1967)
- Entoloma furfuraceidiscum (Largent) Noordel. & Co-David (2009)
- Entoloma fuscatum (Largent) Noordel. & Co-David (2009)
- Entoloma fusciceps (Kauffman) Noordel. & Co-David (2009)
- Entoloma fuscobrunneipes Vila & F. Caball. (2009)
- Entoloma fuscodiscum Hesler (1967), (= *Entoloma globispora)
- Entoloma fuscomarginatum P.D. Orton (1960)
- Entoloma fusco-ocellatum (Romagn. & Gilles) Noordel. & Co-David (2009)
- Entoloma fusco-ortonii (Largent) Noordel. & Co-David (2009)
- Entoloma fuscorufescens (Speg.) E. Horak (1978)
- Entoloma fuscosquamosum Hesler (1967)
- Entoloma fuscotomentosum F.H. Møller (1945)
- Entoloma fuscum (Cleland) E. Horak (1980)
- Entoloma fusicystis (Romagn. & Gilles) Noordel. & Co-David (2009)
- Entoloma fusiferum (Romagn. & Gilles) Noordel. & Co-David (2009)

## G

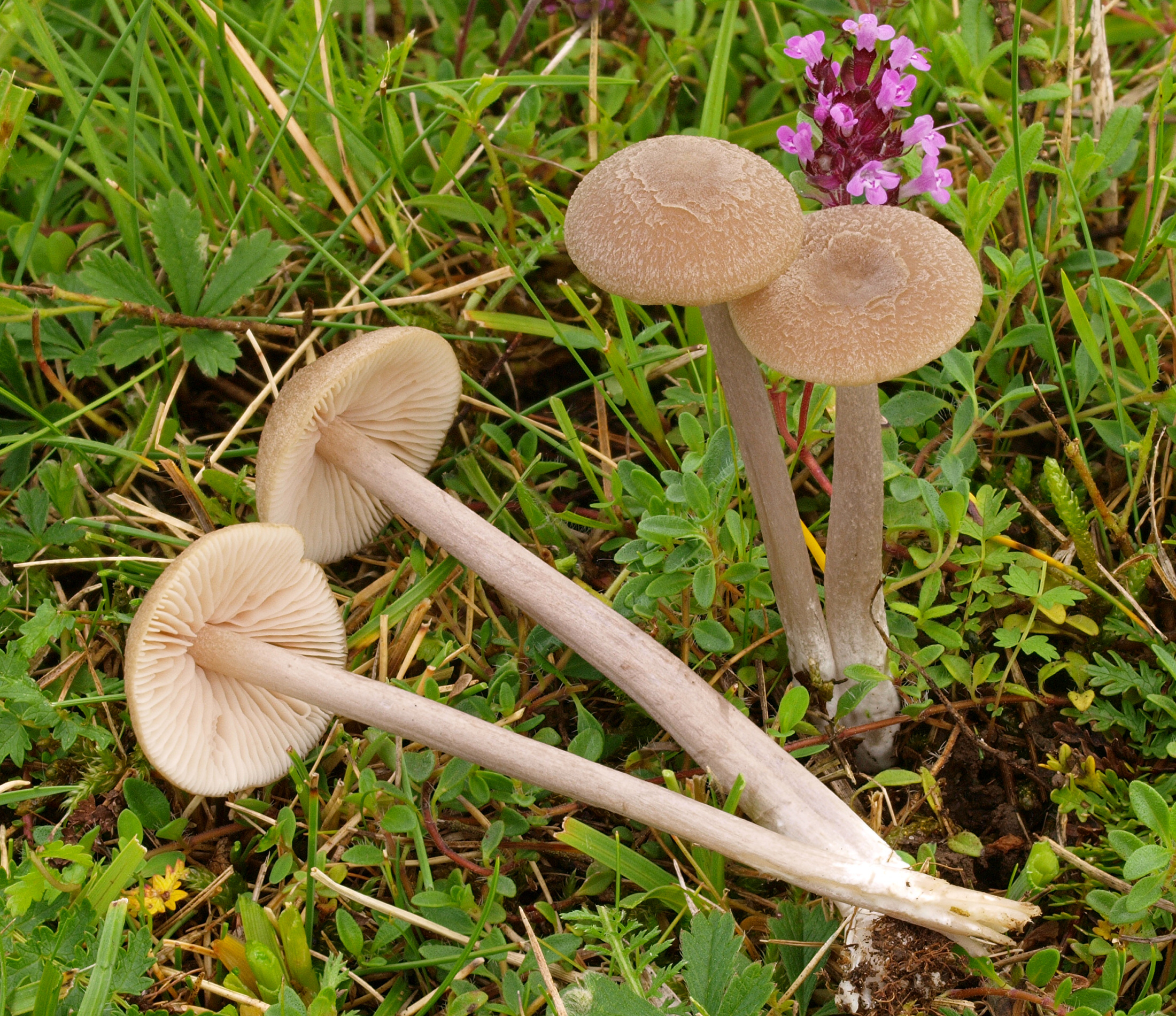
Entoloma griseocyaneum

- Entoloma gabonicum (Romagn. & Gilles) Noordel. & Co-David (2009)
- Entoloma gabrettae Pilát (1951)
- Entoloma gainsvillae Morgan-Jones (1971)
- Entoloma galbineum (Cooke & Massee) Sacc. (1891)
- Entoloma galericolor Courtec. (1993)
- Entoloma galeroides (Romagn. & Gilles) Noordel. & Co-David (2009)
- Entoloma gallaecicum Blanco-Dios (2009)
- Entoloma gasteromycetoides Co-David & Noordel. (2009)
- Entoloma gelatinosum E. Horak (1973)
- Entoloma geminum (Romagn.) Noordel. & Co-David (2009)
- Entoloma generosum Corner & E. Horak (1980)
- Entoloma gentile E. Horak (1980)
- Entoloma gerriae Noordel. (1981)
- Entoloma gerronematoides (Raithelh.) Raithelh. (1983)
- Entoloma gibbosporum Noordel. & Hauskn. (2007)
- Entoloma giganteum Murrill (1917)
- Entoloma gigaspermum (Romagn. & Gilles) Noordel. & Co-David (2009)
- Entoloma gillesianum Courtec. (1984)
- Entoloma gillesii Courtec. (1984)
- Entoloma gilvum (Romagn. & Gilles) Noordel. & Co-David (2009)
- Entoloma glaucobasis Huijsman ex Noordel. (1985)
- Entoloma glaucogilvum (Romagn. & Gilles) Noordel. & Co-David (2009)
- Entoloma glaucopus E. Horak (1980)
- Entoloma glaucoroseum E. Horak (2008)
- Entoloma globispora Morgan-Jones (1971)
- Entoloma globuliferum Noordel. (1980)
- Entoloma glutiniceps (Hongo) Noordel. & Co-David (2009)
- Entoloma glycosmum (Pegler) Courtec. & Fiard (2004)
- Entoloma gnaphalodes (Berk. & Broome) E. Horak (1980)
- Entoloma gnophodes (Berk. & Broome) E. Horak (1980)
- Entoloma gomerense Wölfel & Noordel. (2001)
- Entoloma gracile G. Stev. (1962)
- Entoloma gracilipes (Peck) Malloch (2010)
- Entoloma gracilis E. Ludw. (2007)
- Entoloma gracilius E. Horak (1976)
- Entoloma grammatum (Romagn. & Gilles) Noordel. & Co-David (2009)
- Entoloma grande Peck (1898)
- Entoloma granulatum (Romagn.) Noordel. & Co-David (2009)
- Entoloma granuliferum E. Horak (1980)
- Entoloma granulosiceps E. Horak (1980)
- Entoloma graphitipes E. Ludw. (2007)
- Entoloma gratissimum E. Horak (1980)
- Entoloma grave E. Horak (1977)
- Entoloma grayanum (Peck) Sacc. (1887)
- Entoloma griseipes (Romagn. & Gilles) Noordel. & Co-David (2009)
- Entoloma griseoalbum E. Horak (1976)
- Entoloma griseoavellaneum Largent (1994)
- Entoloma griseobrunneum Hesler (1967)
- Entoloma griseocyaneum (Fr.) P. Kumm. (1871)
- Entoloma griseoincarnatum Hesler (1967)
- Entoloma griseolazulinum Manim. & Noordel. (2006)
- Entoloma griseolimosum C.K. Pradeep & K.B. Vrinda (2013)
- Entoloma griseoluridum (Kühner) M.M. Moser (1978)
- Entoloma griseopruinatum Noordel. & Cheype (2004)
- Entoloma griseoroseum (Romagn. & Gilles) Noordel. & Co-David (2009)
- Entoloma griseorubellum (Lasch) Zerova (1979)
- Entoloma griseorubellum (Lasch) Kalamees & Urbonas (1986)
- Entoloma griseorugulosum Noordel. & Fernández Sas. (2004)
- Entoloma griseosquamulosum G.M. Gates & Noordel. (2009)
- Entoloma griseoviolascens Manim. & Noordel. (2006)
- Entoloma griseovioleum (Romagn. & Gilles) Noordel. & Co-David (2009)
- Entoloma griseoviridulum Courtec. (1993)
- Entoloma griseoxanthopus Courtec. (1993)
- Entoloma griseum Peck (1904)
- Entoloma guatopoanum (Dennis) E. Horak (1978)
- Entoloma guzmanii Courtec. (1986)

## H
- Entoloma haastii G. Stev. (1962)
- Entoloma haematinum Manim., Leelav. & Noordel. (2002)
- Entoloma hainanense T.H. Li & Xiao Lan He (2012)
- Entoloma hallstromii E. Horak (1980)
- Entoloma hausknechtii Noordel. (2004)
- Entoloma hebes (Romagn.) Trimbach (1981)
- Entoloma heimii (Romagn.) Eyssart., Buyck & Courtec. (2001)
- Entoloma helictum (Berk.) Hesler (1967)
- Entoloma henricii E. Horak & Aeberh. (1983)
- Entoloma heracleodora Largent (1994)
- Entoloma hesleri Morgan-Jones (1971)
- Entoloma heterocutis Corner & E. Horak (1980)
- Entoloma heterocystis Contu (1995)
- Entoloma highlandense Hesler (1967)
- Entoloma hilare E. Horak (1980)
- Entoloma hilarulum E. Horak (1980)
- Entoloma hircosum Corner & E. Horak (1980)
- Entoloma hirtellum (Romagn.) Noordel. & Co-David (2009)
- Entoloma hirtipes (Schumach.) M.M. Moser (1978)
- Entoloma hirtum (Velen.) Noordel. (1979)
- Entoloma hispidulum (M. Lange) Noordel. (1982)
- Entoloma hochstetteri (Reichardt) G. Stev. (1962)
- Entoloma holoconiotum (Largent & Thiers) Noordel. & Co-David (2009)
- Entoloma holocyaneum (Romagn.) Noordel. & Co-David (2009)
- Entoloma hololeucum (Singer) E. Horak (1978)
- Entoloma homomorphum (Romagn.) Singer (1986)
- Entoloma horridum (E. Horak) Noordel. & Co-David (2009)
- Entoloma horticola Corner & E. Horak (1980)
- Entoloma howellii (Peck) Dennis (1953)
- Entoloma hoyafragrans Noordel. & Hauskn. (2007)
- Entoloma huijsmanii Noordel. (1984)
- Entoloma humicola (Romagn. & Gilles) Noordel. & Co-David (2009)
- Entoloma hyalodepas (Berk. & Broome) E. Horak (1976)
- Entoloma hypochlorum (Romagn. & Gilles) Noordel. & Co-David (2009)
- Entoloma hypogaeum Sasaki, Kinoshita & Nara (2012)
- Entoloma hypoglaucum (Romagn.) Noordel. & Co-David (2009)
- Entoloma hypoporphyrum (Berk. & M.A. Curtis) Hesler (1967)

## I
- Entoloma ianthinomeleagris Courtec. (1993)
- Entoloma ianthinum (Romagn. & J. Favre) Noordel. (1982)
- Entoloma ianthomelas (Romagn. & Gilles) Noordel. & Co-David (2009)
- Entoloma illinitum Largent & Aime (2008)
- Entoloma illotum Corner & E. Horak (1980)
- Entoloma imbecille (E. Horak) E. Horak ex Segedin & Pennycook (2001)
- Entoloma impedidum E. Horak (1978)
- Entoloma improvisum E. Horak (2008)
- Entoloma incanosquamulosum (Largent) Noordel. & Co-David (2009)
- Entoloma incanum (Fr.) Hesler (1967)
- Entoloma incarnatofuscescens (Britzelm.) Noordel. (1985)
- Entoloma incertum (Romagn.) E. Horak (1976)
- Entoloma incongruum (Berk.) E. Horak (1980)
- Entoloma inconspicuum G. Stev. (1962)
- Entoloma incurvum (Romagn. & Gilles) Noordel. & Co-David (2009)
- Entoloma indicum Natarajan & C. Ravindran (2003)
- Entoloma indigoticoumbrinum G.M. Gates & Noordel. (2007)
- Entoloma indocarneum P. Manimohan & Noordel. (2006)
- Entoloma indoviolaceum Manim. & Noordel. (2006)
- Entoloma indutoides (P.D. Orton) Noordel. (1984)
- Entoloma indutum Boud. (1900)
- Entoloma inficetum Corner & E. Horak (1980)
- Entoloma infirmum E. Horak (1978)
- Entoloma infula (Fr.) Noordel. (1980)
- Entoloma infundibulare (Romagn.) Noordel. & Co-David (2009)
- Entoloma infundibuliforme Petch (1917)
- Entoloma infuscatum Hesler (1974)
- Entoloma inocephalum (Romagn.) Dennis (1953)
- Entoloma inocybiforme Murrill (1917)
- Entoloma inocybospermum (Romagn. & Gilles) Noordel. & Co-David (2009)
- Entoloma inodes (Romagn. & Gilles) Noordel. & Co-David (2009)
- Entoloma inodorum (Velen.) Noordel. (1979)
- Entoloma inops E. Horak (2008)
- Entoloma insecurum Corner & E. Horak (1980)
- Entoloma insidiosum Noordel. (1987)
- Entoloma insolitum Noordel. (1987)
- Entoloma insuetum (Largent) Noordel. & Co-David (2009)
- Entoloma intervenosum (Romagn. & Gilles) Noordel. & Co-David (2009)
- Entoloma intutum Corner & E. Horak (1980)
- Entoloma inusitatum Noordel., Enderle & H. Lammers (1995)
- Entoloma inutile (Britzelm.) Noordel. (1980)
- Entoloma inventum E. Horak (2008)
- Entoloma invisibile (Romagn. & Gilles) Noordel. & Co-David (2009)
- Entoloma involutum Velen. (1921)
- Entoloma iodiolens Arnolds & Noordel. (2004)
- Entoloma ionocyanum (Romagn. & Gilles) Noordel. & Co-David (2009)
- Entoloma irinum (Romagn. & Gilles) Noordel. & Co-David (2009)

## J
- Entoloma jahnii Wölfel & Winterh. (1993)
- Entoloma jamaicense (Murrill) Hesler (1967)
- Entoloma japonicum (Hongo) Hongo (2010)
- Entoloma jennyae Noordel. & Cate (1994)
- Entoloma jubatum (Fr.) P. Karst. (1879)
- Entoloma juncinum (Kühner & Romagn.) Noordel. (1979)
- Entoloma juniperinum Barkman & Noordel. (1986)

## K
- Entoloma kallioi Noordel. (1981)
- Entoloma kamerunense Bres. (1977)
- Entoloma kammala Grgur. (1997)
- Entoloma kansaiense (Hongo) Noordel. & Co-David (2009)
- Entoloma kauffmanii Malloch (2010)
- Entoloma kedrovense Noordel. & O.V. Morozova (2010)
- Entoloma keralense Manim. & Noordel. (2006)
- Entoloma kermandii G.M. Gates & Noordel. (2007)
- Entoloma kerocarpus Hauskn. & Noordel. (1999)
- Entoloma kervernii (De Guern.) M.M. Moser (1978)
- Entoloma kitsii Noordel. (1983)
- Entoloma klofacianum Noordel., Wölfel & Hauskn. (1995)
- Entoloma kobayasianum E. Horak (1986)
- Entoloma korhonenii Noordel. (2004)
- Entoloma kristiansenii Noordel. (1987)
- Entoloma kuehnerianum Noordel. (1985)
- Entoloma kujuensis (Hongo) Noordel. & Co-David (2009)

## L

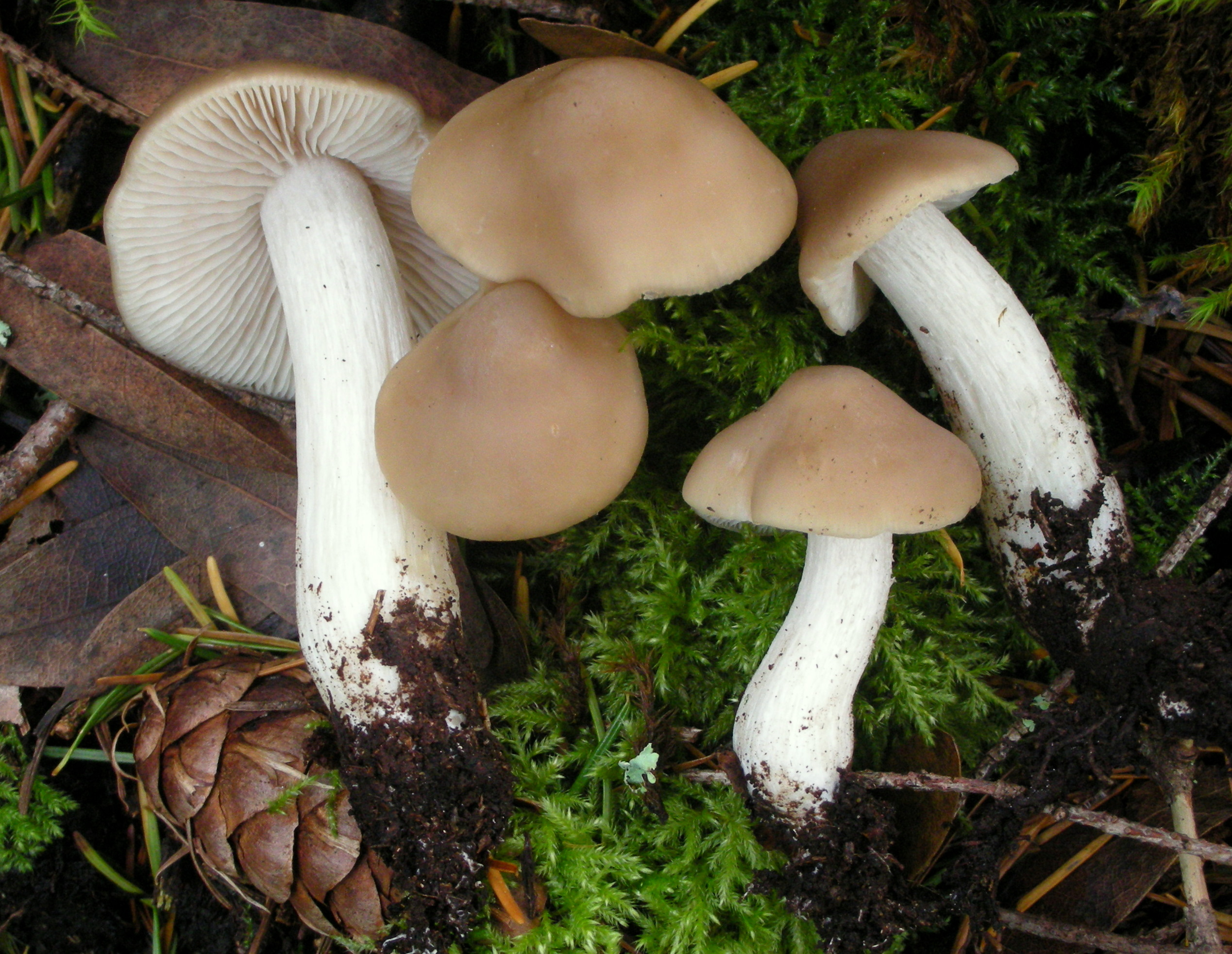
Entoloma lividoalbum

- Entoloma laceratum Largent (1994)
- Entoloma lactarioides' Noordel. & Liiv (1992)
- Entoloma lacteonigrum (Singer) E. Horak (1978)
- Entoloma lagenicystis Hesler (1967)
- Entoloma lamellirugum (Romagn. & Gilles) Noordel. & Co-David (2009)
- Entoloma lampropus (Fr.) Hesler (1967)
- Entoloma lanceolatum Wölfel & Hauskn. (1999)
- Entoloma langei Noordel. & T. Borgen (1984)
- Entoloma lanicum (Romagn.) Noordel. (1981)
- Entoloma lanuginosipes Noordel. (1979)
- Entoloma largentii Courtec. (1986)
- Entoloma lasium (Berk. & Broome) Noordel. & Co-David (2009)
- Entoloma latericolor E. Horak (1976)
- Entoloma lateripes (Romagn. & Gilles) Noordel. & Co-David (2009)
- Entoloma lateritium (Romagn. & Gilles) Noordel. & Co-David (2009)
- Entoloma latifolium Hesler (1967)
- Entoloma latisporum (Romagn. & Gilles) Noordel. & Co-David (2009)
- Entoloma laurisilvae Hauskn. & Noordel. (2006)
- Entoloma lazoi E. Horak (1978)
- Entoloma lecythiocystis (Romagn. & Gilles) Noordel. & Co-David (2009)
- Entoloma lecythiophorum (Romagn. & Gilles) Noordel. & Co-David (2009)
- Entoloma legionense Blanco-Dios (2012)
- Entoloma leochromus Noordel. & Liiv (1992)
- Entoloma lepidissimum (Svrček) Noordel. (1982)
- Entoloma lepiotoides G.M. Gates & Noordel. (2007)
- Entoloma lepiotosmum (Romagn.) Noordel. (1982)
- Entoloma leptohyphes (Romagn.) Noordel. & Co-David (2009)
- Entoloma leucaspis E. Horak (1980)
- Entoloma leucocarpum Noordel. (1981)
- Entoloma leucocephalum (Romagn. & Gilles) Noordel. & Co-David (2009)
- Entoloma leuconitens Noordel. & Polemis (2008)
- Entoloma leucopus (Romagn. & Gilles) Noordel. & Co-David (2009)
- Entoloma leviculum Corner & E. Horak (1980)
- Entoloma liberale E. Horak (1980)
- Entoloma lidbergii Noordel. (1994)
- Entoloma lignoputridum Corner & E. Horak (1980)
- Entoloma lilacinogriseum (Raithelh.) Raithelh. (1987)
- Entoloma lilacinoroseum Bon & Guinb. (1984)
- Entoloma lilacipes E. Horak (1978)
- Entoloma limatum E. Horak (1980)
- Entoloma lineum Corner & E. Horak (1980)
- Entoloma linkii (Fr.) Noordel. (1982)
- Entoloma lisalense (Beeli) Noordel. & Co-David (2009)
- Entoloma lividans Lovejoy (1910)
- Entoloma lividoalbum (Kühner & Romagn.) Kubička (1975)
- Entoloma lividocyanulum (Kühner) M.M. Moser (1986)
- Entoloma lividomurinum Hesler (1967)
- Entoloma lomapadum Manim., A.V. Joseph & Leelav. (1995)
- Entoloma lomavrithum K.N. Anil Raj & Manim. (2012)
- Entoloma longissimum (Romagn. & Gilles) Noordel. & Co-David (2009)
- Entoloma longistriatum  (Peck) Noordel. (1988)
- Entoloma lowyi (Singer) E. Horak (1978)
- Entoloma lucense Blanco-Dios (2013)
- Entoloma lucidum (P.D. Orton) M.M. Moser (1978)
- Entoloma luridum Hesler (1967)
- Entoloma lutense (Romagn. & Gilles) Noordel. & Co-David (2009)
- Entoloma luteobasis Ebert & E. Ludw. (1992)
- Entoloma luteoroseum Hesler (1967)
- Entoloma luteosplendidum E. Horak & Cheype (2009)
- Entoloma luteum Peck (1902)
- Entoloma lutulentum (Largent) Noordel. & Co-David (2009)
- Entoloma lycopersicum E. Horak & Singer (1982)
- Entoloma lyophylliforme (Singer) E. Horak (1978)
- Entoloma lyophylloidium Largent (1994)

## M
- Entoloma machielii de Meijer (2009)
- Entoloma maculatum Hesler (1967)
- Entoloma maculosum (Pegler) Courtec. & Fiard (2004)
- Entoloma maderaspatanum (Pegler) E. Horak (1980)
- Entoloma madidum (Fr.) Gillet (1876)
- Entoloma magnaltitudinis Noordel. & Senn-Irlet (1987)
- Entoloma magnificum (Pegler) Courtec. & Fiard (2004)
- Entoloma maheense Noordel. & Hauskn. (2007)
- Entoloma majaloides P.D. Orton (1960)
- Entoloma maldea G.M. Gates & Noordel. (2007)
- Entoloma malenconii Vila & Llimona (2002)
- Entoloma maleolens E. Horak (1980)
- Entoloma mammaesimile E. Horak (1980)
- Entoloma mammiferum (Romagn.) Noordel. & Co-David (2009)
- Entoloma mammillatum (Murrill) Hesler (1967)
- Entoloma mammosum (L.) Hesler (1967)
- Entoloma mammulatum Hesler (1967)
- Entoloma mancum E. Horak (2008)
- Entoloma manganaense G.M. Gates & Noordel. (2007)
- Entoloma margaritiferum (Romagn. & Gilles) Noordel. & Co-David (2009)
- Entoloma marginatum Hesler (1967)
- Entoloma mariae G. Stev. (1962)
- Entoloma marinum Corner & E. Horak (1980)
- Entoloma martinicum (Pegler) Courtec. & Fiard (2004)
- Entoloma mascarense Noordel. & Hauskn. (2007)
- Entoloma masseei Courtec. (1984)
- Entoloma mastoideum T.H. Li & Xiao L. He (2011)
- Entoloma mathinnae G.M. Gates, B.M. Horton & Noordel. (2009)
- Entoloma mauricum P.-A. Moreau, Corriol, Borgarino & Lavoise (2007)
- Entoloma mauritianum Noordel. & Hauskn. (2007)
- Entoloma mazzeri Courtec. (1984)
- Entoloma mcnabbianum E. Horak (1980)
- Entoloma mediofuscum (Romagn. & Gilles) Noordel. & Co-David (2009)
- Entoloma mediterraneense Noordel. & Hauskn. (2002)
- Entoloma megacystidiosum Hesler (1967)
- Entoloma megacystis E. Horak (1980)
- Entoloma megalothrix (Romagn. & Gilles) Noordel. & Co-David (2009)
- Entoloma melanocephalum G. Stev. (1962)
- Entoloma melanochroum Noordel. (1987)
- Entoloma melanophthalmum G.M. Gates & Noordel. (2009)
- Entoloma melanoxanthum E. Horak (1986)
- Entoloma melenosmum Noordel. (1984)
- Entoloma melleicolor Murrill (1917)
- Entoloma melleidiscum Murrill (1917)
- Entoloma melleipes (Murrill) Hesler (1967)
- Entoloma melleum E. Horak (1973)
- Entoloma membranaceum (Pegler) Noordel. & Co-David (2009)
- Entoloma mephiticum (Murrill) Hesler (1967)
- Entoloma mesospermum E. Horak (1976)
- Entoloma metale (Romagn.) Dennis (1953)
- Entoloma metuloideum W.M. Zhang & T.H. Li (2002)
- Entoloma mexicanum (Murrill) Hesler (1967)
- Entoloma microcystis (Romagn. & Gilles) Noordel. & Co-David (2009)
- Entoloma micropus (Peck) Hesler (1967)
- Entoloma milleri Noordel. (2004)
- Entoloma miniatum (Pat.) Hesler (1967)
- Entoloma minimum (Velen.) Noordel. (1979)
- Entoloma minus Peck (1907)
- Entoloma minusculum E. Horak (1980)
- Entoloma minutoalbum E. Horak (1976)
- Entoloma minutopilum (Largent) Noordel. & Co-David (2009)
- Entoloma minutostriatum (Largent) Noordel. & Co-David (2009)
- Entoloma minutum (P. Karst.) Noordel. (1979)
- Entoloma mirabile Peck (1913)
- Entoloma miraculosum (E. Horak) Noordel. & Co-David (2009)
- Entoloma modestissimum (Romagn. & Gilles) Noordel. & Co-David (2009)
- Entoloma modestum Peck (1907)
- Entoloma modicum (Romagn. & Gilles) Noordel. & Co-David (2009)
- Entoloma moguntinum Noordel. & Prüfert (2004)
- Entoloma moliniophilum Walleyn & Noordel. (2002)
- Entoloma mondahense (Romagn. & Gilles) Noordel. & Co-David (2009)
- Entoloma mongolicum Hauskn., Noordel. & Karasch (2006)
- Entoloma moniliophilum Walleyn & Noordel. (2002)
- Entoloma moongum Grgur. (1997)
- Entoloma moserianum Noordel. (1983)
- Entoloma mougeotii (Fr.) Hesler (1967)
- Entoloma mridulum Manim., A.V. Joseph & Leelav. (1995)
- Entoloma multicolor E. Ludw. (2007)
- Entoloma muriniforme Murrill (1945)
- Entoloma murinipes (Murrill) Hesler (1967)
- Entoloma murinoalbum E. Horak & Singer (1982)
- Entoloma murinum Peck (1907)
- Entoloma murrillii Hesler (1967)
- Entoloma mutabilipes Noordel. & Liiv (1992)
- Entoloma myceliosum E. Horak (1978)
- Entoloma myceniforme (Murrill) Hesler (1967)
- Entoloma mycenoides (Hongo) Hongo (2010)
- Entoloma myriadophyllum O. Morozova (2012)
- Entoloma myrmecophilum (Romagn.) M.M. Moser (1978)

## N
- Entoloma naniceps E. Horak (1976)
- Entoloma nanosordidum E. Horak & Desjardin (1993)
- Entoloma nanum (Massee) E. Horak (1980)
- Entoloma naranjanum Dennis (1953)
- Entoloma natalis-domini G.M. Gates & Noordel. (2009)
- Entoloma natarajanii Senthil., Kumaresan & S.K. Singh (2011)
- Entoloma nausiosme Noordel. (1987)
- Entoloma necopinatum E. Horak (1978)
- Entoloma neglectum (Lasch) Arnolds (1982)
- Entoloma neocaledonicum E. Horak (1980)
- Entoloma neosericellum E. Horak (2008)
- Entoloma neoturbidum Pegler (1983)
- Entoloma nidorosiforme (Romagn.) Noordel. & Co-David (2009)
- Entoloma nigellum (Quél.) Noordel. (1992)
- Entoloma nigricans Peck (1902)
- Entoloma nigrobrunneum Hesler (1967)
- Entoloma nigrocinnamomeum (Kalchbr. & Schulzer) Sacc. (1887)
- Entoloma nigrodiscum Hesler (1967)
- Entoloma nigropapillatum (Romagn.) Putzke & M. Putzke (2000)
- Entoloma nigrosquamosum Hesler (1967)
- Entoloma nigrovillosum Corner & E. Horak (1980)
- Entoloma nigroviolaceum (P.D. Orton) Hesler (1967)
- Entoloma nilgirisiense Natarajan & C. Ravindran (2003)
- Entoloma niphoides Romagn. ex Noordel. (1985)
- Entoloma niranjanum Manim., A.V. Joseph & Leelav. (1995)
- Entoloma nirupamum Manim., A.V. Joseph & Leelav. (1995)
- Entoloma nitens (Velen.) Noordel. (1979)
- Entoloma nitriolens (Kühner) Trimbach (1981)
- Entoloma nivescens Noordel. (1979)
- Entoloma noctis E. Ludw. (2007)
- Entoloma nodosporum (G.F. Atk.) Noordel. (1979)
- Entoloma noordeloosii Hauskn. (1999)
- Entoloma nothofagi G. Stev. (1962)
- Entoloma novum E. Horak (1978)
- Entoloma nubigenum (Singer) Garrido (1985)
- Entoloma nubilum Manim., Leelav. & Noordel. (2002)
- Entoloma nudipileum (Romagn. & Gilles) Noordel. & Co-David (2009)
- Entoloma nudum (Romagn. & Gilles) Noordel. & Co-David (2009)

## O
- Entoloma obnubile (Romagn. & Gilles) Noordel. & Co-David (2009)
- Entoloma obrusseum E. Horak (1980)
- Entoloma obscuratum (Largent) Noordel. & Co-David (2009)
- Entoloma obscureotenax G.M. Gates & Noordel. (2007)
- Entoloma obscureovirens G.M. Gates & Noordel. (2007)
- Entoloma obscuromarginatum (Romagn. & Gilles) Noordel. & Co-David (2009)
- Entoloma obscurum Dennis (1953)
- Entoloma obtusisporum E. Horak (1982)
- Entoloma occultipigmentatum Arnolds & Noordel. (1979)
- Entoloma occultum E. Horak (1978)
- Entoloma ocellatum (Romagn. & Gilles) Noordel. & Co-David (2009)
- Entoloma ochraceum Hesler (1967)
- Entoloma ochromicaceum Noordel. & Liiv (1992)
- Entoloma ochrospora Sathe & S.M. Kulk. (1979)
- Entoloma odoratum Noordel. & Hauskn. (2002)
- Entoloma odoriferum Hesler (1967)
- Entoloma olidum Noordel. & T. Borgen (1984)
- Entoloma olivaceobrunneum Hesler (1967)
- Entoloma olivaceocoloratum Largent & T.W. Henkel (2008)
- Entoloma olivaceohebes Noordel. & Hauskn. (2000)
- Entoloma olivaceomarginatum Hesler (1967)
- Entoloma olivaceosquamosum Hesler (1967)
- Entoloma olivaceostipitatum E. Ludw. & A.-S. Karlsson (2005)
- Entoloma olivaceotinctum Noordel. (1985)
- Entoloma olivaceum Velen. (1939)
- Entoloma olivaesimile E. Horak (1982)
- Entoloma olivipes A. Pearson ex Pegler (1996)
- Entoloma ollare E. Ludw. & T. Rödig ex E. Ludw. & T. Rödig (2004)
- Entoloma olorinatum E. Horak (1980)
- Entoloma olorinum (Romagn. & J. Favre) Noordel. (1979)
- Entoloma omiense (Hongo) E. Horak (1986)
- Entoloma omphaliiforme (Velen.) Noordel. (1979)
- Entoloma oncocystis (Romagn. & Gilles) Noordel. & Co-David (2009)
- Entoloma opacum Noordel. (1987)
- Entoloma orichalceum E. Horak (2008)
- Entoloma ortonii Arnolds & Noordel. (1979)
- Entoloma ovatisporum (Largent) Noordel. & Co-David (2009)
- Entoloma overeemii E. Horak (1977)

## P

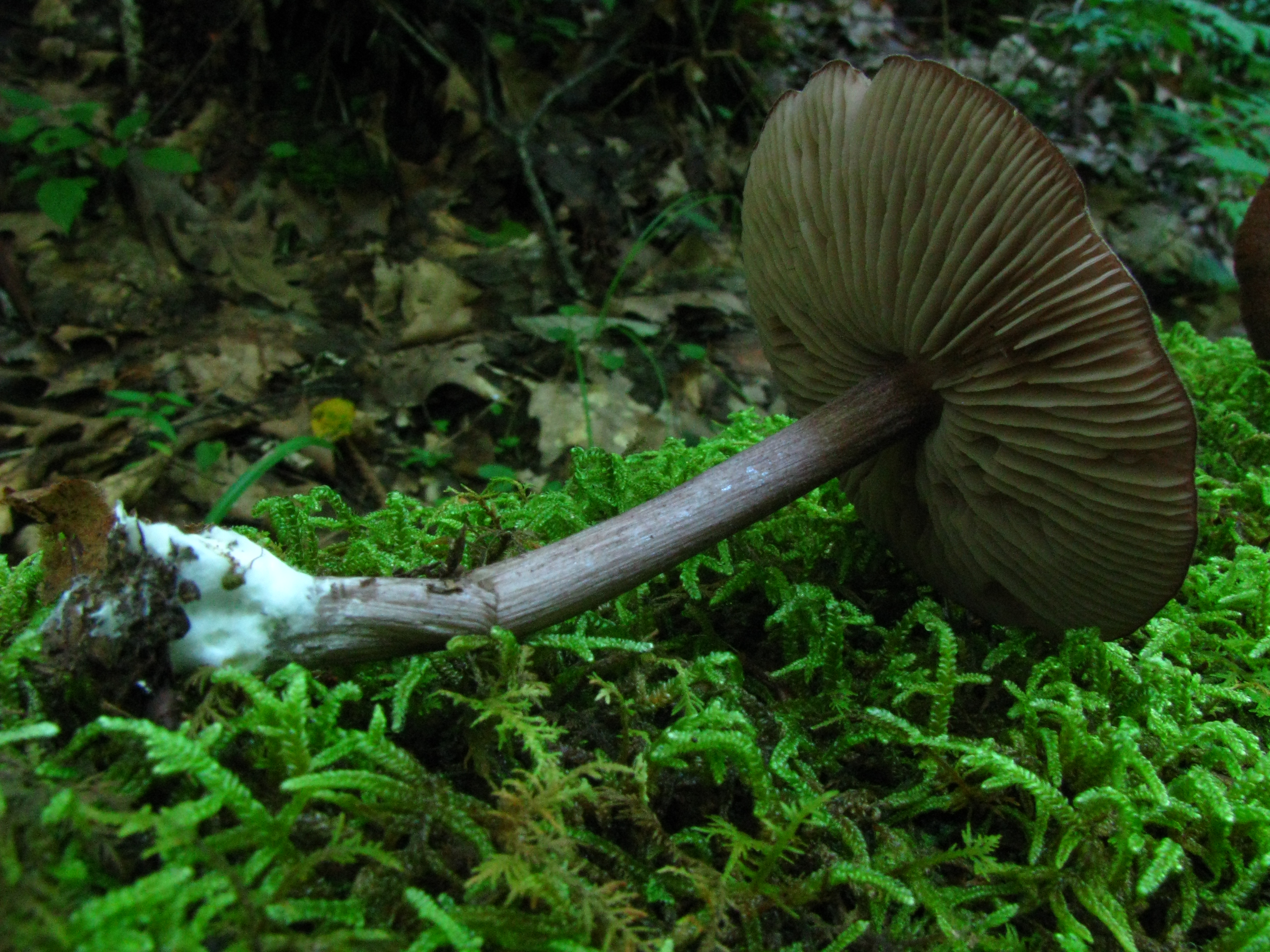
Entoloma porphyrophaeum

- Entoloma pachyderma Arnolds & Noordel. (2004)
- Entoloma pachydermum Arnolds & Noordel. (2004)
- Entoloma pallens (Maire) Arnolds (1982)
- Entoloma pallescens (P. Karst.) Noordel. (1979)
- Entoloma pallideradicatum Hauskn. & Noordel. (1999)
- Entoloma pallideviolaceum Noordel. & Hauskn. (2007)
- Entoloma pallidiceps Murrill (1946)
- Entoloma pallidipes Hesler (1967)
- Entoloma pallidissimum (Romagn. & Gilles) Noordel. & Co-David (2009)
- Entoloma pallidius (Romagn. & Gilles) Noordel. & Co-David (2009)
- Entoloma pallidobrunneum Murrill (1917)
- Entoloma pallidocarneum (Romagn. & Gilles) Noordel. & Co-David (2009)
- Entoloma pallidocarpum Noordel. & O.V. Morozova (2010)
- Entoloma pallidoflavum (Henn. & E. Nyman) E. Horak (1976)
- Entoloma pallido-olivaceum Hesler (1967)
- Entoloma pallidosporum (Romagn. & Gilles) Noordel. & Co-David (2009)
- Entoloma pallidum Murrill (1917)
- Entoloma palmense Wölfel, Noordel. & Dähncke (2001)
- Entoloma palumbinum E. Ludw. (2007)
- Entoloma pampeanum Speg. (1898)
- Entoloma pandanicola (E. Horak) Noordel. & Co-David (2009)
- Entoloma panniculus (Berk.) Sacc. (1887)
- Entoloma papillatum (Bres.) Dennis (1953)
- Entoloma paradoxale Noordel. & Hauskn. (2009)
- Entoloma parasericellum Corner & E. Horak (1980)
- Entoloma parasericeum E. Horak (2008)
- Entoloma parasiticum (Quél.) Kreisel (1984)
- Entoloma pardinum (Romagn.) Noordel. & Co-David (2009)
- Entoloma parkensis (Fr.) Noordel. (1979)
- Entoloma parsonsiae G. Stev. (1962)
- Entoloma parvipapillatum (Murrill) Hesler (1967)
- Entoloma parvulum Murrill (1917)
- Entoloma parvum (Peck) Hesler (1967)
- Entoloma pascuum (Pers.) Donk (1949)
- Entoloma paucifolium (Romagn. & Gilles) Noordel. & Co-David (2009)
- Entoloma peckianum Burt (1902)
- Entoloma peculiare E. Horak & Corner (1983)
- Entoloma pegleri Courtec. (1984)
- Entoloma peraffine E. Horak (2008)
- Entoloma peralbidum E. Horak (1973)
- Entoloma perbloxamii Noordel., D.L.V. Co, G.M. Gates & Morgado (2008)
- Entoloma perbrevisporum (Singer) E. Horak (1978)
- Entoloma percandidum Noordel. (1982)
- Entoloma percognatum Corner & E. Horak (1980)
- Entoloma perconfusum E. Horak (2008)
- Entoloma percrinitum G.M. Gates & Noordel. (2007)
- Entoloma percuboideum Noordel. & Hauskn. (1993)
- Entoloma perfibrillosum Hesler (1974)
- Entoloma perfidum E. Horak (1980)
- Entoloma perflavidum Manim. & Noordel. (2006)
- Entoloma perflavifolium Noordel. & Co-David (2009)
- Entoloma perfuscum (Largent) Noordel. & Co-David (2009)
- Entoloma perinfundibuliforme Manim. & Noordel. (2006)
- Entoloma permutatum E. Horak (1978)
- Entoloma perplexum E. Horak (1973)
- Entoloma persimile E. Horak (2008)
- Entoloma perumbilicatum Hesler (1974)
- Entoloma pervelutinum E. Horak (1980)
- Entoloma perzonatum E. Horak (1973)
- Entoloma phaeocyathus Noordel. (1985)
- Entoloma phaeodiscum Vila & F. Caball. (2007)
- Entoloma phaeoleucum Corner & E. Horak (1980)
- Entoloma phaeomarginatum E. Horak (1973)
- Entoloma phaeoxanthum (Romagn. & Gilles) Noordel. & Co-David (2009)
- Entoloma phaeum (Romagn. & Gilles) Noordel. & Co-David (2009)
- Entoloma philocistus Hauskn. & Noordel. (1999)
- Entoloma phleboderma Noordel. & Hauskn. (1998)
- Entoloma phlebodermum Noordel. & Hauskn. (1998)
- Entoloma phleboides (Romagn.) E. Horak (1976)
- Entoloma pigmentosipes (Largent) Noordel. & Co-David (2009)
- Entoloma pileifibrosum E. Horak & Cheype (2010)
- Entoloma pilosellum (Romagn. & Gilles) Noordel. & Co-David (2009)
- Entoloma pingue Corner & E. Horak (1980)
- Entoloma pinicola Murrill (1940)
- Entoloma pinnum (Romagn.) Dennis (1953)
- Entoloma pistorium Corner & E. Horak (1980)
- Entoloma pitereka Noordel. & G.M. Gates (2012)
- Entoloma planoconvexum (Romagn. & Gilles) Noordel. & Co-David (2009)
- Entoloma platyphylloides (Romagn.) Largent (1974)
- Entoloma platyphyllum Herp. (1912)
- Entoloma platyspermum (Romagn. & Gilles) Noordel. & Co-David (2009)
- Entoloma plebeioides (Schulzer) Noordel. (1985)
- Entoloma plebejopapillatum E. Ludw. (2007)
- Entoloma plebejum (Kalchbr.) Noordel. (1985)
- Entoloma pleopodium (Bull.) Noordel. (1985)
- Entoloma plumbeum Earle (1905)
- Entoloma pluricolor (Romagn. & Gilles) Noordel. & Co-David (2009)
- Entoloma pluteicutis (Romagn. & Gilles) Noordel. (1983)
- Entoloma pluteiderma Arnolds & Noordel. (2004)
- Entoloma pluteidermum Arnolds & Noordel. (2004)
- Entoloma pluteiforme Murrill (1917)
- Entoloma pluteimorphum E. Horak (1980)
- Entoloma poliopus (Romagn.) Noordel. (1979)
- Entoloma poliothrix (Romagn. & Gilles) Noordel. & Co-David (2009)
- Entoloma politoflavipes Noordel. & Liiv (1992)
- Entoloma politum (Pers.) Noordel. (1981)
- Entoloma polyangulatum Noordel. & Hauskn. (2009)
- Entoloma polyphyllum (Romagn. & Gilles) Noordel. & Co-David (2009)
- Entoloma pomaceum Velen. (1939)
- Entoloma porengii Corner & E. Horak (1980)
- Entoloma porphyrescens E. Horak (1973)
- Entoloma porphyrium (Berk. & Broome) A.M. Young (1997)
- Entoloma porphyrofibrillosum Noordel. (1984)
- Entoloma porphyrogriseum Noordel. (1987)
- Entoloma porphyrophaeum (Fr.) P. Karst. (1879)
- Entoloma porpoarachnoides (Singer) Singer (1986)
- Entoloma porrectum E. Horak (1986)
- Entoloma portentosum E. Horak (1978)
- Entoloma poymalangta Grgur. (1997)
- Entoloma praecanum Herp. (1912)
- Entoloma praegracile Xiao L. He & T.H. Li (2011)
- Entoloma praeluteum Corner & E. Horak (1980)
- Entoloma praestans Corner & E. Horak (1976)
- Entoloma pratense Hesler (1967)
- Entoloma pratulense Noordel. (1987)
- Entoloma prismatospermum (Romagn.) E. Horak (1976)
- Entoloma prismosporum Hesler (1967)
- Entoloma probum E. Horak (1980)
- Entoloma proceripes (Romagn. & Gilles) Noordel. & Co-David (2009)
- Entoloma procerum G. Stev. (1962)
- Entoloma propinquum Noordel. & Co-David (2009)
- Entoloma proprium E. Horak (1980)
- Entoloma prostratum (Cleland) E. Horak (1980)
- Entoloma proterum Noordel. & Wölfel (1987)
- Entoloma proximum E. Horak (1978)
- Entoloma pruinatum E. Horak (1983)
- Entoloma pruinosipes (Singer) E. Horak (1978)
- Entoloma pruinosocutis Manim. & Noordel. (2006)
- Entoloma prunuloides (Fr.) Quél. (1872)
- Entoloma pseudobulbipes (Largent) Noordel. & Co-David (2009)
- Entoloma pseudocoelestinum Arnolds (1982)
- Entoloma pseudoconferendum Noordel. & Wölfel (2004)
- Entoloma pseudocostatum Largent (1994)
- Entoloma pseudocyanulum Wölfel (2011)
- Entoloma pseudocystidiatum (Romagn. & Gilles) Noordel. & Co-David (2009)
- Entoloma pseudodenticulatum (Romagn. & Gilles) Noordel. & Co-David (2009)
- Entoloma pseudodochmiopus (Romagn. & Gilles) Noordel. & Co-David (2009)
- Entoloma pseudodystales Noordel., Tabarés & Rocabruna (1992)
- Entoloma pseudoexcentricum (Romagn.) Zschiesch. (1984)
- Entoloma pseudogriseoalbum Z.S. Bi (1986)
- Entoloma pseudoheimii Eyssart., Buyck & Courtec. (2001)
- Entoloma pseudohirtipes (Largent) Noordel. & Co-David (2009)
- Entoloma pseudolividum Largent (1994)
- Entoloma pseudomolliusculum (Romagn. & Gilles) Noordel. (1987)
- Entoloma pseudomurrayi Eyssart., Ducousso & Buyck (2010)
- Entoloma pseudonigellum E. Ludw. & Noordel. (2007)
- Entoloma pseudonothofagi E. Horak & Garrido (1988)
- Entoloma pseudopapillatum (Pegler) Courtec. & Fiard (2004)
- Entoloma pseudoparasiticum Noordel. (1992)
- Entoloma pseudorrhombosporum (Romagn. & Gilles) Noordel. & Co-David (2009)
- Entoloma pseudosericeoides Noordel. & Hauskn. (1998)
- Entoloma pseudosericeum Largent (1994)
- Entoloma pseudostrictium (Largent) Noordel. & Co-David (2009)
- Entoloma pseudotruncatum (Romagn. & Gilles) Noordel. & Co-David (2009)
- Entoloma pseudoturbidum (Romagn.) M.M. Moser (1979), (= Entocybe pseudoturbida)
- Entoloma pseudoturci Noordel. (1984)
- Entoloma pseudovenosum Largent (1994)
- Entoloma psilocyboides G.M. Gates & Noordel. (2009)
- Entoloma psittacinum (Romagn.) E. Horak (1976)
- Entoloma pteridicola G. Stev. (1962)
- Entoloma pubescens Murrill (1917)
- Entoloma pudicum (Romagn. & Gilles) Noordel. & Co-David (2009)
- Entoloma pulchellum (Hongo) Hongo (2010)
- Entoloma pulcherrimum (Romagn.) Noordel. & Co-David (2009)
- Entoloma pullum Hesler (1967)
- Entoloma pulvereum Rea (1907)
- Entoloma pulveripes (Romagn. & Gilles) Noordel. & Co-David (2009)
- Entoloma pulverulentum Corner & E. Horak (1980)
- Entoloma pumanquense (Singer) E. Horak (1978)
- Entoloma pumilum E. Horak (2008)
- Entoloma punctipileum (Romagn. & Gilles) Noordel. & Co-David (2009)
- Entoloma punctulatum (Romagn.) Noordel. & Co-David (2009)
- Entoloma pungens (A.H. Sm. & Hesler) Courtec. (1984)
- Entoloma puroides E. Horak (1980)
- Entoloma purpureobrunneum W.M. Zhang (1994)
- Entoloma purpureofuscum Noordel. & G.M. Gates (2012)
- Entoloma purpureomarginatum Arnolds (1982)
- Entoloma purpureum Petch (1924)
- Entoloma purum E. Horak & Desjardin (1993)
- Entoloma pusilliforme Romagn. (1987)
- Entoloma pusillipapillatum (Largent) Noordel. & Co-David (2009)
- Entoloma pusillum Noordel. (1984)
- Entoloma pustulatum Velen. (1928)
- Entoloma putidum Hesler (1967)
- Entoloma pygmaeopapillatum Arnolds & Winterh. (1986)
- Entoloma pyrinum (Berk. & M.A. Curtis) Hesler (1967)

## Q
- Entoloma quadratum (Berk. & M.A. Curtis) E. Horak (1976)
- Entoloma quadrosporum (Largent & O.K. Mill.) Noordel. & Co-David (2009)
- Entoloma queletii (Boud.) Noordel. (1983)
- Entoloma quercophilum (Largent) Noordel. & Co-David (2009)
- Entoloma querquedula (Romagn.) Noordel. (1982)

## R
- Entoloma radicatum Pegler (1977)
- Entoloma rancidissimum E. Horak (1980)
- Entoloma rancidodorum Noordel. & Hauskn. (2002)
- Entoloma rancidulum E. Horak (1973)
- Entoloma readii G. Stev. (1962)
- Entoloma reae (Maire) Noordel. (1992)
- Entoloma rectangulum (Largent) Noordel. & Co-David (2009)
- Entoloma reductum E. Horak (1978)
- Entoloma reginae Noordel. & Chrispijn (1996)
- Entoloma reinwaldii Noordel. & Hauskn. (2000)
- Entoloma remotum (Romagn. & Gilles) Noordel. & Co-David (2009)
- Entoloma reunionense Noordel. & Hauskn. (2007)
- Entoloma rhodanthes (Romagn.) Noordel. & Co-David (2009)
- Entoloma rhodellum (Romagn.) Noordel. & Co-David (2009)
- Entoloma rhodocylix (Lasch) M.M. Moser (1978)
- Entoloma rhododendri (T.J. Baroni & R.H. Petersen) T.J. Baroni & Matheny (2011)
- Entoloma rhodopolium (Fr.) P. Kumm. (1871)
- Entoloma rhombisporum (Kühner & Boursier) E. Horak (1976)
- Entoloma rhynchocystidiatum Noordel. & Liiv (1992)
- Entoloma rickenelliformis E. Ludw. (2007)
- Entoloma riedheimense Noordel. & Enderle (1995)
- Entoloma rigens (Romagn. & Gilles) Noordel. & Co-David (2009)
- Entoloma rigidipus (Largent) Noordel. & Co-David (2009)
- Entoloma rigidulum Velen. (1939)
- Entoloma rimosiceps E. Horak (1980)
- Entoloma rimosum Hesler (1967)
- Entoloma rimulosum Noordel. (1984)
- Entoloma riofriense Esteve-Rav. & Noordel. (2004)
- Entoloma ripartitoides E. Horak (1978)
- Entoloma ritae Noordel. & Wölfel (1998)
- Entoloma rivulosum Largent (1994)
- Entoloma roanense Hesler (1967)
- Entoloma robiniae (Velen.) Noordel. (1979)
- Entoloma rodwayi (Massee) E. Horak (1980)
- Entoloma romagnesianum Courtec. (1984)
- Entoloma romagnesii Noordel. (1979)
- Entoloma roseicinnamomeum (Largent) Noordel. & Co-David (2009)
- Entoloma rosemarieae Wölfel & Noordel. (2001)
- Entoloma roseoalbum Arnolds & Noordel. (2004)
- Entoloma roseoflavum Noordel. & O.V. Morozova (2010)
- Entoloma roseoluteolum G.M. Gates & Noordel. (2007)
- Entoloma roseomurinum (Romagn. & Gilles) Noordel. & Co-David (2009)
- Entoloma roseotinctum Noordel. & Liiv (1992)
- Entoloma roseotransparens Noordel. & Hauskn. (2007)
- Entoloma roseum (Longyear) Hesler (1967)
- Entoloma rostellatum Velen. (1939)
- Entoloma rostratum (Largent) Noordel. & Co-David (2009)
- Entoloma rotula (Romagn.) Noordel. & Co-David (2009)
- Entoloma rotundatisporum E. Ludw. & Noordel. (2007)
- Entoloma rotundisporum E. Horak (1980)
- Entoloma rubellum (Scop.) Gillet (1876)
- Entoloma rubescentipes E. Horak (1973)
- Entoloma rubribrunneum Murrill (1917)
- Entoloma rubrobasis Noordel. (1992)
- Entoloma rubrobrunneum Murrill (1917)
- Entoloma rubromaculatum Corner & E. Horak (1980)
- Entoloma rubromarginatum E. Horak (1973)
- Entoloma rufobasis G.M. Gates & Noordel. (2007)
- Entoloma rufocarneum (Berk.) Noordel. (1985)
- Entoloma rufovinascens Eyssart., Buyck & Courtec. (2001)
- Entoloma rufum (Romagn. & Gilles) Noordel. & Co-David (2009)
- Entoloma rugiferum (Romagn. & Gilles) Noordel. & Co-David (2009)
- Entoloma rugosissimum E. Horak (1980)
- Entoloma rugosopruinatum Corner & E. Horak (1980)
- Entoloma rugosostriatum Largent & T.W. Henkel (2008)
- Entoloma rugosum (Malençon) Bon (1983)
- Entoloma rugulosum Hesler (1967)
- Entoloma rusticoides (Gillet) Noordel. (1981)

## S
- Entoloma sabulosum (Romagn. & Gilles) Noordel. & Co-David (2009)
- Entoloma sacchariolens (Romagn.) Noordel. (1980)
- Entoloma salmoneum (Peck) Sacc. (1887)
- Entoloma sanvitalense Noordel. & Hauskn. (1998)
- Entoloma saponicum G.M. Gates & Noordel. (2009)
- Entoloma sarcitum (Fr.) Noordel. (1981)
- Entoloma sarcopum Nagas. & Hongo (1999)
- Entoloma sassafras G.M. Gates & Noordel. (2009)
- Entoloma saundersii (Fr.) Sacc. (1887)
- Entoloma saussetiense Eyssart. & Noordel. (2009)
- Entoloma scabinellum Peck (1883)
- Entoloma scabiosum (Fr.) Quél. (1886)
- Entoloma scabripes E. Horak (2008)
- Entoloma scabropellis Noordel. (1984)
- Entoloma scabrosum (Fr.) Noordel. (1985)
- Entoloma scabrulosum (Largent) Noordel. & Co-David (2009)
- Entoloma sclerobasidiatum (Romagn. & Gilles) Noordel. & Co-David (2009)
- Entoloma semilanceatum (Romagn.) E. Horak (1976)
- Entoloma separatum (Largent) Noordel. & Co-David (2009)
- Entoloma sepiaceovelutinum G.M. Gates & Noordel. (2007)
- Entoloma sepium (Noulet & Dass.) Richon & Roze (1880)
- Entoloma sericatum (Britzelm.) Sacc. (1895)
- Entoloma sericeoides (J.E. Lange) Noordel. (1980)
- Entoloma sericeonitens (P.D. Orton) Noordel. (1980)
- Entoloma sericeps Murrill (1917)
- Entoloma sericeum Quél. (1872)
- Entoloma serratomarginatum E. Horak (1980)
- Entoloma serrulatum (Fr.) Hesler (1967)
- Entoloma setastipes Hesler (1967)
- Entoloma shwethum Manim., A.V. Joseph & Leelav. (1995)
- Entoloma significum Corner & E. Horak (1977)
- Entoloma silvae-araucariae de Meijer (2009)
- Entoloma simillimum Corner & E. Horak (1980)
- Entoloma simplex (Romagn.) Noordel. & Co-David (2009)
- Entoloma singulare (Romagn.) Bon & Courtec. (1987)
- Entoloma singularisporum Corner & E. Horak (1980)
- Entoloma sinuatum (Bull.) P. Kumm. (1871)
- Entoloma siparianum Dennis (1953)
- Entoloma smaragdinum Corner & E. Horak (1980)
- Entoloma sodale Kühner & Romagn. ex Noordel. (1982)
- Entoloma solstitiale (Fr.) Noordel. (1980)
- Entoloma sordidolamellatum Noordel. & Enderle (1995)
- Entoloma sordidulum (Kühner & Romagn.) P.D. Orton (1960)
- Entoloma spadiceum Hesler (1967)
- Entoloma spadix Hesler (1967)
- Entoloma sparsicystis E. Horak & Singer (1982)
- Entoloma speciosum (Romagn.) Putzke & M. Putzke ex Courtec. (2006)
- Entoloma spermaticum (Romagn. & Gilles) Noordel. & Co-David (2009)
- Entoloma spermatiolens E. Horak (1980)
- Entoloma sphaerocystis Noordel. (1980)
- Entoloma sphagneti Naveau (1923)
- Entoloma sphagnorum (Romagn. & J. Favre) Bon & Courtec. (1987)
- Entoloma spiculosum Corner & E. Horak (1980)
- Entoloma spineum E. Horak & Singer (1982)
- Entoloma spurium (Romagn. & Gilles) Noordel. & Co-David (2009)
- Entoloma squamatum Hesler (1974)
- Entoloma squamiferum E. Horak (1973)
- Entoloma squamifolium (Murrill) Singer (1986)
- Entoloma squamodiscum Hesler (1967)
- Entoloma squamulosum Hesler (1967)
- Entoloma stellatum G.M. Gates & Noordel. (2007)
- Entoloma stevensoniae E. Horak (1980)
- Entoloma stramineopallescens G.M. Gates & Noordel. (2007)
- Entoloma stramineum E. Horak (2008)
- Entoloma striatoudatum E. Ludw. & Noordel. (2007)
- Entoloma striatum Hesler (1974)
- Entoloma strictipes (Peck) Hesler (1967)
- Entoloma strictius (Peck) Sacc. (1887)
- Entoloma strictum G. Stev. (1962)
- Entoloma strigosissimum (Rea) Noordel. (1979)
- Entoloma strigosum G.M. Gates & Noordel. (2009)
- Entoloma stylobates (Romagn. & Gilles) Noordel. & Co-David (2009)
- Entoloma suave Peck (1908)
- Entoloma subaeruginosum Courtec. (1986)
- Entoloma subalbidulum (Romagn. & Gilles) Noordel. & Co-David (2009)
- Entoloma subalbidum Murrill (1940)
- Entoloma subaltissimum T.H. Li & Chuan H. Li (2009)
- Entoloma subarcticum Noordel. (1984)
- Entoloma subbulbosum (Romagn. & Gilles) Noordel. & Co-David (2009)
- Entoloma subcaelestinum (Singer) Singer (1986)
- Entoloma subcaeruleum Hesler (1967)
- Entoloma subcaesiellum Noordel. & O.V. Morozova (2010)
- Entoloma subcapitatum (Largent) Noordel. & Co-David (2009)
- Entoloma subclitocyboides W.M. Zhang (1994)
- Entoloma subcollariatum (Kühner) Bon (1991)
- Entoloma subcommune Murrill (1940)
- Entoloma subconicum (Murrill) Hesler (1967)
- Entoloma subcorvinum Hesler (1967)
- Entoloma subcostatum G.F. Atk. (1906)
- Entoloma subdeceptivum Courtec. (1984)
- Entoloma subeccentricum W.M. Zhang (1994)
- Entoloma subfarinaceum Hesler (1967)
- Entoloma subflexipes (Kühner) Noordel. (1981)
- Entoloma subfloridanum (Murrill) Hesler (1967)
- Entoloma subfurfuraceum Hesler (1974)
- Entoloma subfuscum Hesler (1967)
- Entoloma subfusiferum (Romagn. & Gilles) Noordel. & Co-David (2009)
- Entoloma subglabrum (Romagn.) Noordel. & Co-David (2009)
- Entoloma subglobispora Kalamees (1989)
- Entoloma subgoniosporum (Speg.) E. Horak (1978)
- Entoloma subgracile (Largent) Noordel. & Co-David (2009)
- Entoloma subgriseum Hesler (1967)
- Entoloma subhexagonosporum Corner & E. Horak (1980)
- Entoloma subhirtipes Hesler (1967)
- Entoloma subinfundibuliforme T.H. Li & Chuan H. Li (2009)
- Entoloma subinocybiforme Hesler (1967)
- Entoloma subjubatum Murrill (1917)
- Entoloma sublatifolium (Romagn. & Gilles) Noordel. & Co-David (2009)
- Entoloma sublucidum Murrill (1946)
- Entoloma submurinum (Pat.) E. Horak (1980)
- Entoloma subnigrellum (Romagn.) Noordel. & Co-David (2009)
- Entoloma subnigrum (Murrill) Hesler (1967)
- Entoloma subnitidum S. Imai (1938)
- Entoloma subpallidiceps Hesler (1967)
- Entoloma subplanum (Peck) Hesler (1967)
- Entoloma subplicatum Hesler (1967)
- Entoloma subpolitum Largent (1994)
- Entoloma subpusillum (Pilát) Romagn. (1987)
- Entoloma subquadratum Hesler (1967)
- Entoloma subradiatum (Kühner & Romagn.) M.M. Moser (1978)
- Entoloma subrhombisporum Hesler (1967)
- Entoloma subrhombospermum (Romagn. & Gilles) Noordel. & Co-David (2009)
- Entoloma subrimosum Hesler (1967)
- Entoloma subroseum (T.J. Baroni & Lodge) Noordel. & Co-David (2009)
- Entoloma subrubineum (Largent & B.L. Thomps.) Noordel. & Co-David (2009)
- Entoloma subsaundersii Largent (1994)
- Entoloma subsepiaceum (Kühner) Noordel. (1984)
- Entoloma subsericellum Murrill (1917)
- Entoloma subsericeoides (Largent) Noordel. & Co-David (2009)
- Entoloma subserrulatum (Peck) Hesler (1967)
- Entoloma subsinuatum Murrill (1917)
- Entoloma subsolstitiale (Largent) Noordel. & Co-David (2009)
- Entoloma subsquamosum (Romagn.) Noordel. & Co-David (2009)
- Entoloma substrictior (Singer) E. Horak (1978)
- Entoloma substrictius Murrill (1939)
- Entoloma subtenuicystidiatum Xiao Lan He & T.H. Li (2012)
- Entoloma subtenuipes Murrill (1945)
- Entoloma subtile E. Horak (1980)
- Entoloma subtruncatum Peck (1912)
- Entoloma subumbilicatum Hesler (1967)
- Entoloma subviduense (Largent) Noordel. & Co-David (2009)
- Entoloma subvile (Peck) Hesler (1967)
- Entoloma subviolaceovernum (Largent) Noordel. & Co-David (2009)
- Entoloma sulcatum (T.J. Baroni & Lodge) Noordel. & Co-David (2009)
- Entoloma sulphureum E. Horak (1973)
- Entoloma svalbardense Noordel. (2004)
- Entoloma syringicolor E. Ludw. & Noordel. (2007)

## T
- Entoloma tabacinum (Cleland) E. Horak (1980)
- Entoloma taedium E. Horak (1978)
- Entoloma talisporum Corner & E. Horak (1976)
- Entoloma tasmanicum Noordel. & G.M. Gates (2012)
- Entoloma tectonicola Manim. & Noordel. (2006)
- Entoloma tectum E. Horak (2008)
- Entoloma tembelingii Corner & E. Horak (1980)
- Entoloma tenacipes Corner & E. Horak (1980)
- Entoloma tenebricosum E. Horak (1978)
- Entoloma tenebricum E. Ludw. (2007)
- Entoloma tenebrosum (Romagn. & Gilles) Noordel. & Co-David (2009)
- Entoloma tenellum (J. Favre) Noordel. (1979)
- Entoloma tengii W.M. Zhang & T.H. Li (2002)
- Entoloma tenuiculum Corner & E. Horak (1980)
- Entoloma tenuicystidiatum G.M. Gates & Noordel. (2009)
- Entoloma tenuipes Murrill (1917)
- Entoloma tenuipileum (Romagn. & Gilles) Noordel. & Co-David (2009)
- Entoloma tephreum Hesler (1967)
- Entoloma termitophilum E. Horak (1980)
- Entoloma terreum Esteve-Rav. & Noordel. (2004)
- Entoloma testaceostrigosum Manim. & Noordel. (2006)
- Entoloma testaceum (Bres.) Noordel. (1987)
- Entoloma theekshnagandhum Manim., A.V. Joseph & Leelav. (1995)
- Entoloma thiersii (Largent) Noordel. & Co-David (2009)
- Entoloma tibiicystidiatum Arnolds & Noordel. (1979)
- Entoloma tigrinellum (Romagn.) Noordel. & Co-David (2009)
- Entoloma titthiophorum (Romagn. & Gilles) Noordel. & Co-David (2009)
- Entoloma tjallingiorum Noordel. (1982)
- Entoloma tomentosolilacinum G.M. Gates & Noordel. (2007)
- Entoloma tomentosum Z.S. Bi (1986)
- Entoloma tortile (Romagn.) Noordel. & Co-David (2009)
- Entoloma tortiliforme Hampe, J. Kleine & Wölfel (2012)
- Entoloma tortipes Murrill (1917)
- Entoloma tortuosum Hesler (1967)
- Entoloma totialbum G.M. Gates & Noordel. (2009)
- Entoloma totivillosum Corner & E. Horak (1980)
- Entoloma transformatum (Peck) Noordel. (2008)
- Entoloma transitum (E. Horak) Noordel. & Co-David (2009)
- Entoloma translucidum E. Horak (1973)
- Entoloma transmutans G.M. Gates & Noordel. (2009)
- Entoloma transvenosum Noordel. (1982)
- Entoloma trichomarginatum Llorens van Wav. & Llistos. (2010)
- Entoloma trichomatum (Largent) Noordel. & Co-David (2009)
- Entoloma tricolor (Massee) E. Horak (1980)
- Entoloma trinitense Dennis (1953)
- Entoloma triste (Velen.) Noordel. (1979)
- Entoloma tristificum E. Horak (1973)
- Entoloma tristissimum (Romagn. & Gilles) Noordel. & Co-David (2009)
- Entoloma triviale (Kauffman) Largent (1971)
- Entoloma truncatum (Romagn.) Noordel. & Co-David (2009)
- Entoloma turbidiforme (Romagn. & Gilles) Noordel. & Co-David (2009)
- Entoloma turci (Bres.) M.M. Moser (1978)

## U
- Entoloma uliginicola E. Horak (1980)
- Entoloma uliginosum Kobayasi (1954)
- Entoloma umbilicatum Dennis (1953)
- Entoloma umbiliciforme Hesler (1974)
- Entoloma umbraphilum Noordel. & Hauskn. (2007)
- Entoloma umbrinellum (S. Imai) Noordel. & Co-David (2009)
- Entoloma umbrinum Hesler (1967)
- Entoloma umbrosum (Romagn. & Gilles) Noordel. & Co-David (2009)
- Entoloma undatoides Arnolds (1982)
- Entoloma undatum (Gillet) M.M. Moser (1978)
- Entoloma underwoodii Dennis (1953)
- Entoloma undulatellum (Peck) Noordel. (2008)
- Entoloma undulatosporum Arnolds & Noordel. (1979)
- Entoloma undulatum (Largent) Noordel. & Co-David (2009)
- Entoloma unicolor (Peck) Hesler (1967)
- Entoloma uranochroum Hauskn. & Noordel. (1999)
- Entoloma ursulae Noordel., Wölfel & Hauskn. (1995)

## V
- Entoloma valdeumbonatum Noordel. & Meusers (2004)
- Entoloma vallicutis (Pegler) Courtec. (1984)
- Entoloma vanajum Manim., A.V. Joseph & Leelav. (1995)
- Entoloma variabile Peck (1902)
- Entoloma variabilisporum E. Ludw. (2007)
- Entoloma variesporum (Romagn. & Gilles) Noordel. & Co-David (2009)
- Entoloma velatum Hesler (1967)
- Entoloma velenovskyi Noordel. (1979)
- Entoloma veluticeps Corner & E. Horak (1980)
- Entoloma velutinum Hesler (1967)
- Entoloma velutipileum (Romagn. & Gilles) Noordel. & Co-David (2009)
- Entoloma venezuelanum (Dennis) E. Horak (1978)
- Entoloma venosum Gillet (1876)
- Entoloma ventricosum Arnolds & Noordel. (1979)
- Entoloma venustum Wölfel & F. Hampe (2011)
- Entoloma verecundum (Fr.) Noordel. (1980)
- Entoloma vernum S. Lundell (1937)
- Entoloma versatile (Gillet) M.M. Moser (1978)
- Entoloma vesiculosocystidium Z.S. Bi (1985)
- Entoloma vestipes (Romagn. & Gilles) Noordel. & Co-David (2009)
- Entoloma vetulum (Romagn.) Noordel. & Co-David (2009)
- Entoloma vezzenaense Noordel. & Hauskn. (1998)
- Entoloma viaregale Noordel. (1984)
- Entoloma vibrantium E. Horak (1978)
- Entoloma viiduense Noordel. & Liiv (1992)
- Entoloma villosulum Corner & E. Horak (1980)
- Entoloma vinaceobrunneum Hesler (1967)
- Entoloma vinaceocontusum (T.J. Baroni) Esteve-Rav. & A. Ortega (2003)
- Entoloma vindobonense Noordel. & Hauskn. (2004)
- Entoloma vinosopunctum E. Horak (1980)
- Entoloma vinosulum (Romagn. & Gilles) Noordel. & Co-David (2009)
- Entoloma violaceobrunneum Hesler (1967)
- Entoloma violaceonigrum (Largent) Noordel. & Co-David (2009)
- Entoloma violaceoparkensis Noordel. & Trichiès (2004)
- Entoloma violaceoserrulatum Noordel. (2004)
- Entoloma violaceostriatum Noordel. & Hauskn. (2007)
- Entoloma violaceovernum Noordel. & Wölfel (1987)
- Entoloma violaceovillosum Manim. & Noordel. (2006)
- Entoloma violaceoviride Arnolds & Noordel. (2004)
- Entoloma violaceozonatum Noordel. & Liiv (1992)
- Entoloma violaceum Murrill (1917)
- Entoloma violascens G.M. Gates & Noordel. (2009)
- Entoloma virgale (Pegler) Courtec. (2006)
- Entoloma virginicum Hesler (1967)
- Entoloma viridans (Fr.) P. Karst. (1879)
- Entoloma viridiflavipes (Largent) Noordel. & Co-David (2009)
- Entoloma viridipallidum Hesler (1967)
- Entoloma viridiphyllum Hesler (1967)
- Entoloma viridomarginatum (Cleland) E. Horak (1980)
- Entoloma viscaurantium E. Horak & Singer (1982)
- Entoloma vitellinum (Singer) E. Horak (1978)
- Entoloma vittalii Senthil., Kumaresan & S.K. Singh (2011)
- Entoloma vulgare Hesler (1967)
- Entoloma vulsum E. Horak (1973)

## W
- Entoloma waikaremoana E. Horak (2008)
- Entoloma washingtonense Murrill (1917)
- Entoloma watsonii (Peck) Noordel. (2008)
- Entoloma weberi Murrill (1951)
- Entoloma weholtii Noordel. (1987)
- Entoloma westii Murrill (1940)
- Entoloma whiteae Murrill (1917)
- Entoloma winterhoffii Wölfel & Noordel. (1997)
- Entoloma wynneae (Berk. & Broome) Sacc. (1887)

## X
- Entoloma xanthocaulon Arnolds & Noordel. (1979)
- Entoloma xanthochroum (P.D. Orton) Noordel. (1985)
- Entoloma xanthocnemis (Romagn. & Gilles) Noordel. & Co-David (2009)
- Entoloma xanthomyces Corner & E. Horak (1980)
- Entoloma xanthophaeum (Romagn. & Gilles) Noordel. & Co-David (2009)
- Entoloma xanthoserrulatum Noordel. & Vauras (2004)

## Y
- Entoloma yunnanense J.Z. Ying (1995)

## Z
- Entoloma zanthophyllum (Largent) Noordel. & Co-David (2009)
- Entoloma zonatum Hesler (1967)
- Entoloma zuccherellii (Noordel. & Hauskn.) Noordel. & Co-David (2009)